# Zlatan Ibrahimović
Zlatan Ibrahimović (pronunciación en sueco: /ˈslaːtan ɪbraˈhiːmɔvɪtɕ/, pronunciación en bosnio: /zlǎtan ibraxǐːmoʋitɕ/; Malmö, Escania, 3 de octubre de 1981) es un exfutbolista sueco de ascendencia bosniocroata. Considerado ampliamente como uno de los mejores delanteros de todos los tiempos, es el futbolista más laureado en la historia de su país con 32 títulos oficiales, tras haber jugado en nueve clubes distintos y en siete ligas diferentes (Suecia, Países Bajos, Italia, España, Francia, Inglaterra y Estados Unidos). El 16 de septiembre de 2019 alcanzó los 500 goles oficiales. Así mismo, jugó y marcó en clubes de cuatro de las «cinco grandes ligas», y ha ganado títulos en todas ellas, siendo la alemana la única en la cual no jugó.
Comenzó su carrera profesional en el Malmö F. F. club de su ciudad natal y en el que arribó en 1996, con el que descendió y luego logró ascender nuevamente. Tras tener actuaciones destacadas y consistentes, fue fichado por el Ajax de Ámsterdam equipo con el que obtuvo dos Eredivisie, una Copa y una Supercopa de los Países Bajos, sumado a la posibilidad de mostrarse en competencias internacionales. En 2004, fue fichado por la Juventus de Turín con la que logró los scudettos 2004-05 y 2005-06, sin embargo, a mediados del año 2006 ambos fueron anulados por fraude deportivo. Por esta razón, la entidad turinesa fue enviada al descenso por lo que prefirió marcharse y fichar por el Inter de Milán.
En el equipo neroazzurro se coronó campeón de tres Serie A y una Supercopa de Italia. Además, fue elegido en 2007 parte del equipo ideal de la UEFA, mejor futbolista de la Serie A en dos oportunidades y consiguió ser el máximo goleador (capocannoniere) de la liga. En julio de 2009, fue traspasado al F. C. Barcelona de España, club que abonó una cifra récord por él, siendo una de las transferencias más caras del mundo. En la primera temporada en el club catalán, tuvo una modesta actuación en la que obtuvo primero una Supercopa, un Mundial de Clubes y luego una Liga sumado a que integró nuevamente el equipo ideal de la UEFA.
En su segunda temporada consiguió otra Supercopa, aunque no rindió a su máximo nivel, además de tener desencuentros con el entrenador, Pep Guardiola. En consecuencia, en agosto de 2010 fue cedido en préstamo al A. C. Milan donde contribuyó a conseguir una Serie A y una Supercopa. Posteriormente el Milan lo compró, mostrando estar en un buen nivel, ya que fue nuevamente goleador, pero esta vez de la temporada 2011-12.
En julio de 2012 fue fichado por el Paris Saint-Germain F. C. durante su estancia de cuatro temporadas en Francia, ganó cuatro títulos consecutivos de la Ligue 1, tres Copas de la Liga, dos Copas, tres Supercopas y fue el máximo goleador de la liga en tres oportunidades. En octubre de 2015, se convirtió en el máximo goleador de la historia del club con 156 goles en 180 partidos. Su octavo club fue el Manchester United F. C. con el que logró la Community Shield, la Copa de la Liga de Inglaterra y la Liga Europa de la UEFA. Después de eso se unió a Los Angeles Galaxy donde fue el futbolista mejor pagado de la historia de la Major League Soccer. Luego de un año y medio de contrato con el Galaxy, anunció su marcha del club. En diciembre de 2019 se anunció su reincorporación al A. C. Milan.
Con la selección de Suecia, disputó dos ediciones de la Copa Mundial de Fútbol (2002 y 2006), así como la Eurocopa en cuatro oportunidades (2004, 2008, 2012 y 2016). Es el máximo goleador histórico con 62 goles en 122 partidos. Ha sido galardonado con el Guldbollen, otorgado al jugador sueco del año, con un récord de doce veces, ganándolo por última vez en 2020, incluidas diez veces consecutivas entre 2007 y 2016. Fuera de las canchas, es conocido por su imagen excéntrica y su actitud impetuosa y directa, en adición de referirse a sí mismo en tercera persona. El futbolista logró el récord de ser el único jugador en disputar la Champions League con 7 equipos, siendo uno de los goleadores de la UEFA.
El 4 de junio de 2023 anunció oficialmente su retiro. Marcó en su carrera 573 goles oficiales.

## Trayectoria

### Malmö F. F.
Ibrahimović comenzó a practicar fútbol a la edad de 8 años en equipos de categoría amateur como el Malmö Boll & Idrottsförening, el Bollklubben Flagg y el Fotbollklubb Balkan. A los 15 años estuvo a punto de dejar el fútbol para trabajar en los muelles de Malmö, pero fue convencido por su agente para que siguiera jugando. En 1996 pasó al equipo juvenil del Malmö F. F. y tres años más tarde fue ascendido al primer equipo.
«Arsène Wenger me pidió que hiciera una prueba con el Arsenal cuando tenía 17 años. Lo rechacé. Zlatan no hace audiciones» —Ibrahimovic sobre su decisión de no jugar en el Arsenal.
Su debut en la Allsvenskan se produjo el 19 de septiembre de 1999 en un encuentro en condición de visitante ante el Halmstads Bollklubb que finalizó con marcador de 2:1 a favor de los locales.
El 30 de octubre de ese mismo año, anotó su primer gol como futbolista profesional en la victoria de su club por 2:1 sobre el Västra Frölunda. En su primera campaña con el Malmö disputó seis encuentros y anotó un gol en la liga, su equipo finalizó en la decimotercera posición con veinticuatro puntos, por lo que fue descendido a la segunda división. En la temporada 2000, el Malmö fue subcampeón de la Superettan y logró el ascenso a la primera división tras culminar en la segunda posición con sesenta puntos producto de dieciocho victorias, seis empates y seis derrotas. Ibra fue el goleador de su equipo con doce goles.
En la Copa de Suecia, avanzaron hasta la semifinal donde fueron eliminados por el A. I. K. Estocolmo por marcador de 2:0. Inició la temporada 2001 marcando un doblete en la victoria por 2:0 ante el A. I. K. Estocolmo. En total anotó tres goles en ocho encuentros y el Malmö culminó en la novena posición de la liga con treinta y dos puntos. En tres años disputó un total de cuarenta encuentros y marcó dieciséis goles entre la primera y la segunda categoría. Ese mismo año, la revista Don Balón lo incluyó en la lista de los 100 mejores futbolistas jóvenes del mundo.

### Ajax de Ámsterdam
En julio de 2001, fue traspasado por 7,8 millones de euros al Ajax de Ámsterdam, dirigido por el exfutbolista neerlandés Ronald Koeman, quien le otorgó desde un primer momento la camiseta número nueve. Debutó el 26 de julio en la derrota de su equipo por 1:0 ante el Milan de Italia por el Torneo de Ámsterdam. El 26 de agosto marcó su primer gol en la victoria como visitante por 1:2 sobre el Feyenoord de Róterdam donde anotó el primero de su equipo en el partido para el 0:1 parcial. Logró su primer título a nivel profesional tras coronarse campeón en la temporada 2001-02 de la Eredivisie.
El 12 de mayo de 2002, obtuvo la Copa de los Países Bajos cuando el Ajax venció por 3:2 al Utrecht gracias al agónico gol que él mismo anotó en el minuto 93 para la victoria y coronación de su club. A mediados de ese año se consagró campeón de la Supercopa tras derrotar al PSV Eindhoven por 3:1. El 17 de septiembre del mismo año debutó en la Liga de Campeones de la UEFA, más precisamente en el grupo D, en el que enfrentó al Inter de Milán, al Rosenborg Ballklub y al Olympique de Lyon (a quien le marcó dos goles en su debut) y clasificó a la siguiente etapa. En la segunda fase de grupos le tocó enfrentar al Arsenal, al Valencia y a la Roma por el grupo B y pasó a semifinales del torneo donde se midió con el Milan de Italia quedando eliminados por un marcador global de 3:2. El sueco disputó trece partidos y marcó cinco goles.
En el orden local, fue subcampeón tras el PSV Eindhoven que obtuvo la Eredivisie del período 2002-03; jugó veinticinco encuentros y anotó trece goles terminando octavo en la tabla de goleadores. Por el torneo doméstico de la temporada 2003-04 disputó veintidós encuentros, marcó nuevamente trece goles y logró hacerse de dicho torneo por lo que obtuvo su segundo título de liga. En la Liga de Campeones se midió ante el Celta de Vigo, el Brujas de Bélgica y el Milan de Italia conformando el grupo H. Disputó ocho partidos y marcó solo dos goles, ya que su equipo terminó en la cuarta posición en la fase de grupos y sin posibilidades de clasificar a la siguiente ronda. El 22 de agosto de 2004, en su etapa final en el club, marcó un «golazo» ante el Breda, donde eludió a cinco defensores y al arquero para luego definir. Ese año el canal televisivo Eurosport 1 lo eligió como el «Gol del Año».

### Juventus de Turín
Tras los éxitos obtenidos en la liga neerlandesa, el 31 de agosto de 2004 fue fichado por la Juventus de Turín, club que pagó 19 millones de euros, por deseo del entonces entrenador Fabio Capello, que veía en él al heredero de Marco van Basten. Su debut con la sociedad turinesa en la Serie A se produjo el 12 de septiembre de 2004 en la victoria por 3:0 sobre el Brescia Calcio. En total disputó treinta y cinco encuentros y anotó dieciséis goles contribuyendo a que su equipo obtuviera el título de la liga tras veintiséis victorias, ocho empates y cuatro derrotas.
No les fue tan bien en la Copa Italia ni en la Liga de Campeones de la UEFA 2004-05 donde fueron eliminados en los octavos y cuartos de final respectivamente. Ese mismo año fue nombrado Futbolista Extranjero del Año en la Serie A y recibió su primer Guldbollen, un premio al mejor futbolista sueco del año. La temporada 2005-06 fue menos fructífera en goles en comparación con su primera temporada. Su rol en el equipo fue diferente, ya que cambió su faceta goleadora por una mayor participación en el juego, especialmente como futbolista de referencia en jugadas de ataque. La Juventus revalidó su título obtenido en la campaña anterior en la Serie A con noventa y un puntos.
En la Liga de Campeones finalizó en el primer lugar de su grupo con quince puntos, avanzando hasta los cuartos de final donde fueron derrotados por marcador global de 2:0 por el Arsenal de Inglaterra. En esta competición Zlatan estuvo presente en nueve partidos y marcó tres goles en la fase de grupos (dos ante el Rapid Viena y uno ante el Bayern de Múnich). Mientras que en la Copa Italia disputó dos encuentros y sin marcar goles. Debido al escándalo de manipulación de encuentros conocido como Calciopoli o Moggigate, las dos ligas italianas ganadas por Ibrahimović con su club fueron revocadas y la Juventus fue descendida a la Serie B, por lo que decidió abandonar el equipo y fichar por el Inter de Milán.

### Inter de Milán
El 10 de agosto de 2006, fichó por el Inter de Milán que pagó 24,8 millones de euros por su traspaso. El jugador firmó un contrato de 12 millones de euros anuales durante cuatro años, es decir, hasta junio de 2010. Debutó con la camiseta neroazzurra el 27 de agosto, en la Supercopa de Italia, torneo que ese mismo año se adjudicó al vencer con el Inter 4:3 a la Roma. El 9 de septiembre, en la temporada 2006-07 de la Serie A marcó su primer gol en la jornada inicial de liga frente a la Fiorentina anotando el tercero del 2:3 final. Esa temporada, logró consagrarse campeón del torneo italiano, donde disputó veintisiete encuentros y marcó quince goles. Por la Liga de Campeones jugó siete partidos y no marcó goles, enfrentando en la fase de grupos al Bayern de Múnich, al Spartak de Moscú y al Sporting de Lisboa, y en octavos de final al Valencia con el que quedó eliminado tras empatar 2:2 en el global y aplicarse la regla del gol de visitante.

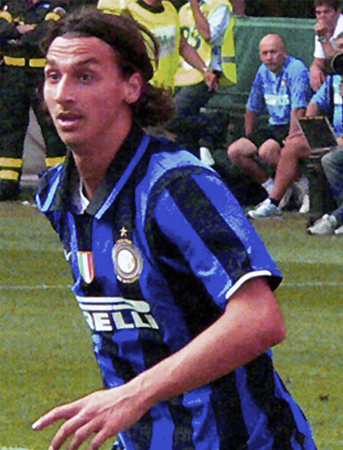
Ibrahimović en un partido con la camiseta del Inter de Milán.

En la temporada 2007-08 fue bicampeón de la Serie A, en la que Inter se adjudicó el scudetto con ochenta y cinco puntos (tres más que su inmediato perseguidor, la Roma) en la tabla de posiciones final. Zlatan convirtió diecisiete goles en veintiséis jornadas jugadas. En la UEFA Champions League participó nuevamente en siete encuentros, pero esta vez marcó cinco goles, todos ellos en la fase de grupos, compitiendo por la clasificación a la siguiente fase junto al C. S. K. A. Moscú, al Fenerbahçe S. K. y al P. S. V. Eindhoven (a quien le convirtió sus primeros dos goles en la competición con esta camiseta).
El neroazzurro clasificó hasta los octavos de final, en los que perdió por un global de 3:0 frente al Liverpool inglés. En 2007, formó por primera vez parte del equipo ideal de la UEFA. En su última etapa en Inter y con la llegada de José Mourinho, obtuvo primeramente por segunda vez la supercopa italiana al derrotar a la Roma (con quien jugó tres años consecutivos esta final) en los penales por 6:5 después de empatar 2:2 en los 90 minutos reglamentarios. En 2008, logró marcar un «golazo» ante el Bologna F. C. que fue considerado el «Gol del Año» en el Calcio por lo que se le entregó un Oscar como premio.
El 17 de mayo de 2009, a falta de dos jornadas, logró el tricampeonato de la Serie A cuando venció por 3:0 al Siena donde el sueco convirtió el último de los goles del encuentro en el minuto 76. En total, por la liga anotó veinticinco goles en treinta y cinco partidos, convirtiéndose en el máximo goleador (Capocannoniere) de la temporada italiana. Por la Copa Italia jugó cuatro encuentros y marcó tres goles, pero quedó eliminado en semifinales por un global de 1:3 a manos de la Sampdoria donde él anotó el único gol de su equipo. En la Liga de Campeones 2008-09 enfrentó al Anorthosis Famagusta, al Panathinaikos y al Werder Bremen, obteniendo el segundo lugar en la fase de grupos y quedó nuevamente eliminado (por tercer año consecutivo) en los octavos de final, pero esta vez a manos del Manchester United quien ganó por un global de 2:0. Ibra marcó un solo gol en la competición y jugó ocho partidos.

### F. C. Barcelona

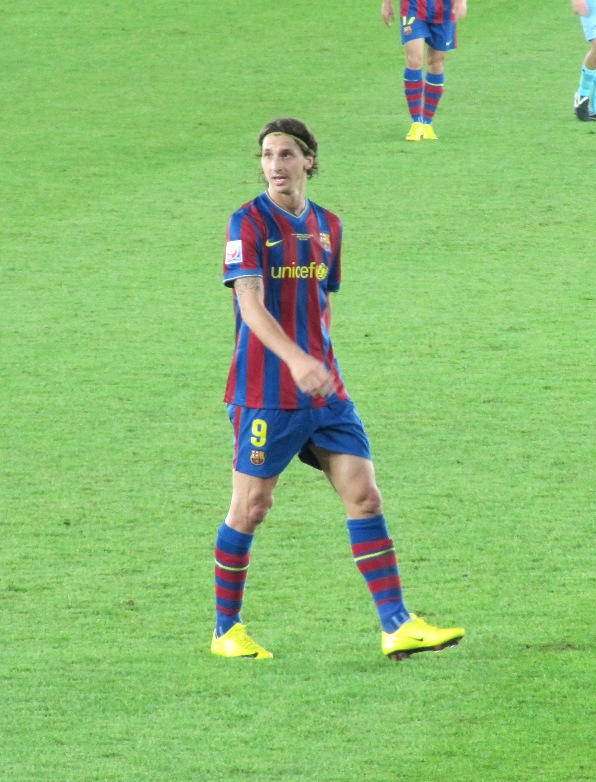
Ibrahimović en un partido del Mundial de Clubes contra el Atlante.

El 27 de julio de 2009 Zlatan firmó por el F. C. Barcelona por cinco temporadas. El traspaso se cerró en 46 millones de euros más el pase del delantero Samuel Eto'o al Inter de Milán, valorado en 20 millones, y una indemnización al equipo milanista de 5 millones de euros por la no cesión de Aliaksandr Hleb, quien estaba incluido en la operación y finalmente fue cedido al Stuttgart, siendo en total 71 millones de euros, lo que suponía el fichaje más caro de la historia del equipo azulgrana hasta ese momento.
Tras una operación del metacarpo de su mano izquierda, Ibra disputó su primer partido con la camiseta azulgrana el 19 de agosto, en el Trofeo Joan Gamper frente al Manchester City. Su primer partido oficial lo disputó el 23 de agosto en el encuentro de vuelta de la Supercopa de España 2009 frente al Athletic Club, siendo el resultado final 3:0 a favor de su equipo. Cinco días más tarde, obtuvo su primera Supercopa de Europa gracias a la victoria de su club por 1:0 sobre el Shajtar Donetsk en el Estadio Luis II, en el encuentro Ibrahimović inició como titular, pero fue sustituido por Pedro Rodríguez al minuto 81.
Su primer gol con el equipo catalán llegó el 31 de agosto de 2009, ante el Sporting de Gijón, durante la disputa de la primera jornada de la Primera División 2009-10. El partido finalizó 3:0 y su gol fue el tercero. Al término de la quinta jornada de la liga, igualó la mejor marca histórica de goles en las primeras cinco jornadas establecida por César Rodríguez en la temporada 1950-51, al conseguir un tanto en cada una de las cinco primeras jornadas, siendo en cuatro de ellas además, el primer gol.

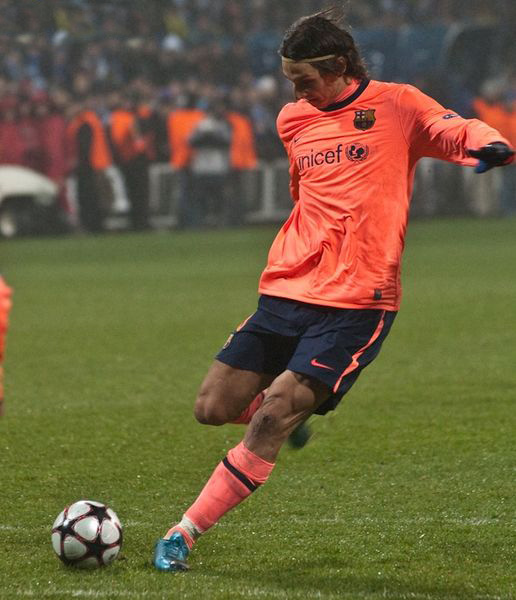
Ibrahimović en un partido con el F. C. Barcelona.

En diciembre de ese mismo año, fue incluido en la lista de los veinticuatro futbolistas del Barcelona que participaron en la Copa Mundial de Clubes de la FIFA en donde resultaron campeones al derrotar 3:1 al Atlante de México y 2:1 a Estudiantes de Argentina. Durante la temporada, consiguió goles importantes en la liga como el único tanto conseguido por su equipo frente al Real Madrid en el Camp Nou y en Champions, dónde anotó dos dianas en la ida de cuartos de final frente al Arsenal.
El sueco finalizó su primera temporada en España consiguiendo veintidós goles (diecisiete en el campeonato, cuatro en la Liga de Campeones y uno en la Copa del Rey) y consiguiendo con su equipo el título de Liga. Sin embargo, su aportación al equipo fue discreta en el tramo final de la temporada, llegando a cuestionar la prensa deportiva su continuidad. En una entrevista concedida en julio de 2010 en el Camp Nou, afirmó que «él es del Barça» y que tiene un contrato que piensa cumplir, además de hablar del fichaje del delantero español David Villa, «afirmando que es uno de los mejores delanteros del mundo».
El día 29 de julio de 2010, después de que no lograse una destacada actuación en la victoria por 2:4 en el amistoso contra el combinado noruego Vålerenga Fotball, se iniciaron nuevamente los rumores sobre su posible salida. Posteriormente, los días 4 y 8 de julio, días en los que el F. C. Barcelona disputó dos amistosos más de pretemporada contra el combinado de la K League 1 y contra el Beijing Guoan, marcó un gol en cada uno de los dos encuentros, acallando por el momento todo rumor sobre su marcha. Al final del mes de julio, declaraciones de Pep Guardiola y del futbolista aclararon que se quedaría en el club durante la temporada 2010-11. Sin embargo, solo llegó a disputar un partido, el de la derrota por 3:1 ante el Sevilla F. C. en la Supercopa de España 2010 y luego regresó a Italia.

### A. C. Milan

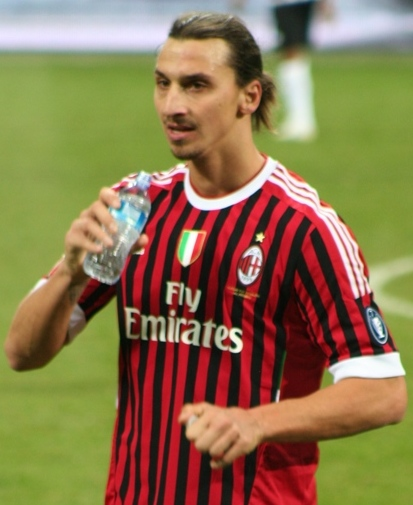
Zlatan Ibrahimović con la casaca del Milan de Italia en 2010.

El 28 de agosto de 2010, fue traspasado en calidad de cedido al A. C. Milan de Italia que lo adquirió en un principio por una temporada, haciéndose cargo de su sueldo y comprometiéndose a abonar al Barcelona una cifra de 24 millones de euros por su traspaso definitivo al final de la misma. En la entidad italiana le fue asignado el dorsal número once e hizo su debut el 11 de septiembre, en la derrota 0:2 ante el recientemente ascendido Cesena, partido en el que falló un tiro penal a falta de cinco minutos para su finalización.
Marcó su primer gol con la camiseta rossonera el 15 de septiembre, en la Liga de Campeones 2010-11 frente al Auxerre francés. En dicha competición enfrentó además rivales como el Ajax de Ámsterdam y el Real Madrid por la fase de grupos, mientras que en los octavos de final se enfrentó al Tottenham Hotspur con el que quedó eliminado tras perder por un global de 0:1. Zlatan disputó en este torneo ocho encuentros y marcó cuatro goles. Su primer gol liguero se produjo el 22 de septiembre, en la cuarta jornada frente a la Lazio para la victoria transitoria de su equipo.
El 14 de noviembre, anotó de penal el único el gol en la victoria por 0:1 sobre el Inter para quedarse con el derbi de Milán, el cual además, puso fin a la racha de partidos invictos que mantenía su antiguo club. El 7 de mayo de 2011, se proclamó campeón con el Milan, del torneo italiano a dos fechas de finalización después de empatar 0:0 ante la Roma. Además, ese mismo año ganó por tercera vez la supercopa italiana tras vencer por 2:1 al eterno rival, donde Ibra marcó el primero y luego asistió en el segundo.
En la temporada 2011-12 terminó siendo subcampeón de la Juventus, pero con la satisfacción de haber sido el máximo goleador del campeonato «tano» y por segunda vez tras anotar veintiocho goles en treinta y dos encuentros presenciados. Por la UEFA Champions League le tocó enfrentar al F. C. Barcelona, al BATE Borísov de Bielorrusia y al Viktoria Pilsen de la República Checa en la fase de grupos, clasificando a octavos de final donde enfrentó al Arsenal a quien le ganó por un global de 4:3 y pasó a cuartos de final quedando eliminado a manos de su exclub español que venció al club italiano por 3:1 en el global. El futbolista anotó cinco goles en ocho partidos disputados de dicho torneo europeo.

### Paris Saint-Germain

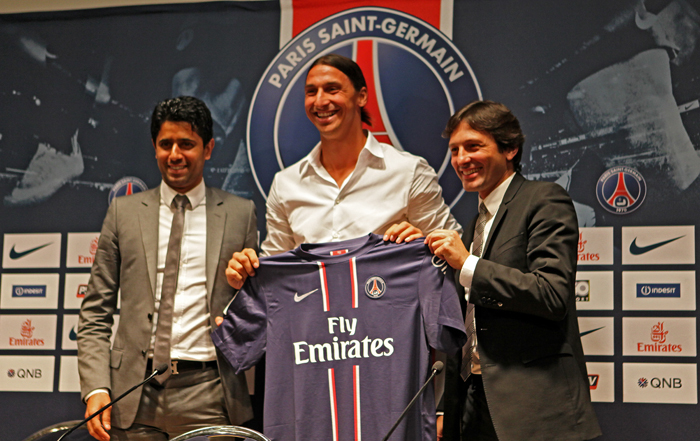
Zlatan Ibrahimović durante su presentación con el Paris Saint-Germain.

El 17 de julio de 2012, el Paris Saint-Germain confirmó que había llegado a un acuerdo económico con el A. C. Milan para adquirir los derechos deportivos de Ibrahimović por un monto de € 20 millones. Su fichaje por el equipo francés lo convirtió en el futbolista más caro de la historia en cuanto a precio de transferencias, con alrededor de € 170 millones. Ibra firmó un contrato por tres años y recibiría un sueldo neto anual de € 14 millones, convirtiéndose en el segundo futbolista mejor pagado del mundo detrás del camerunés Samuel Eto'o.
Su debut con gol incluido en el club parisino se produjo el 28 de julio en un encuentro amistoso ante el D. C. United de los Estados Unidos donde solo le bastaron dos minutos del mismo para hacerse en la red. Su primer partido oficial lo disputó el 11 de agosto en el empate 2:2 ante el Lorient, en la primera fecha de la temporada 2012-13 de la Ligue 1, anotando los dos goles de su equipo. El 2 de septiembre marcó dos goles más para darle el triunfo a su club por 2:1 sobre el Lille Olympique, fue la primera victoria del PSG luego de conseguir tres empates consecutivos en las tres primeras jornadas del campeonato.
Tres semanas después, en el primer partido de la Liga de Campeones de la UEFA ante el Dinamo de Kiev, anotó su sexto gol en apenas su quinta aparición para el equipo de Carlo Ancelotti a través de un penalti. Gracias a esa anotación se convirtió en el primer futbolista en marcar por lo menos un gol con seis equipos diferentes en la Liga de Campeones. El 8 de octubre, se convirtió en el tercer jugador (después de Ronaldinho y Laurent Blanc) que ha disputado El Clásico de España, el derbi de Milán de Italia y el Le Classique de Francia. El 11 de diciembre marcó un hat-trick en la victoria por 4:0 contra el Valenciennes. En enero de 2013, le fue entregada la camiseta número 10 después de la salida del extremo brasileño Nenê. En el mes de abril, anotó un gol en el empate 2:2 contra su antiguo club, el Barcelona en los cuartos de final de la Liga de Campeones. Sin embargo, el PSG fue eliminado por los goles de visitante tras empatar 1:1 en el Camp Nou en el partido de vuelta.

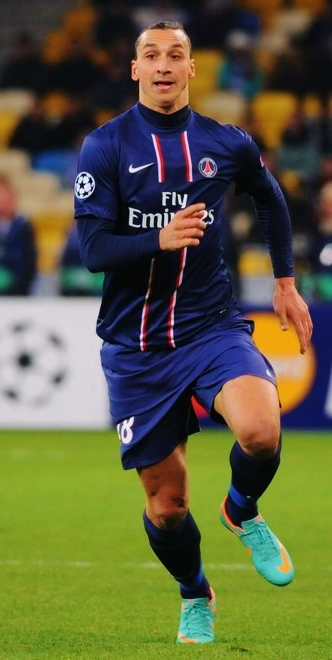
Zlatan disputando un partido con el Paris Saint-Germain en noviembre de 2013.

El 12 de mayo, el club parisino obtuvo el título de la liga luego de vencer por 1:0 al Olympique de Lyon, fue su tercer campeonato en la historia y el primero desde la temporada 1993-94. Terminó el año como máximo goleador de la Ligue 1 con treinta goles, convirtiéndose en el primer futbolista en alcanzar esa marca en la liga francesa desde que Jean-Pierre Papin lo lograra en la campaña 1989-90. Zlatan comenzó la temporada 2013-14 obteniendo el título de la Supercopa de Francia gracias a la victoria por 2:1 en Libreville ante el Girondins de Burdeos. Su primer gol de la campaña lo marcó el 31 de agosto de 2013 en la victoria de su club por 2:0 sobre el En Avant de Guingamp.
En el mes de septiembre, firmó una extensión de su contrato hasta el año 2019. Un mes después, durante el transcurso del partido de la tercera jornada de la fase de grupos de la Liga de Campeones 2013-14, anotó cuatro goles en la victoria del PSG por 5:0 sobre el Anderlecht de Bélgica en condición de visitante. Gracias a estos cuatro tantos, se convirtió en el décimo futbolista en anotar esa cantidad de goles en un mismo partido de la Liga de Campeones de la UEFA. El 27 de noviembre, disputó su partido número cien en la Liga de Campeones durante la victoria de los parisinos sobre el Olympiakos de Grecia por 2:1.
El 18 de febrero de 2014, por primera vez en su carrera alcanzó los diez goles en la Liga de Campeones gracias a sus dos goles marcados al Bayer Leverkusen en los octavos de final del torneo continental. El 16 de marzo se convirtió en el máximo goleador de la historia del club en una temporada en todas las competiciones con cuarenta goles en total, superando el récord anterior en poder de Carlos Bianchi con treinta y nueve goles en la temporada 1977-78. Ibrahimović concluyó la temporada con los títulos de la Copa de la Liga de Francia (aunque no disputó la final debido a una lesión) y de la Ligue 1.
A nivel personal terminó con cuarenta y un goles en cuarenta y seis partidos, de los cuales veintiséis fueron en la liga, lo que le valió para ser el segundo máximo goleador del torneo. Además, por segunda ocasión consecutiva fue nombrado Futbolista del Año e incluido en el Equipo del Año de la Ligue 1. Ibrahimović marcó sus dos primeros goles de la temporada 2014-15 el 2 de agosto de 2014 contra el Guingamp en la Supercopa de Francia, obteniendo así su primer título de la campaña. En su primer partido de la liga, anotó en dos ocasiones y erró un penalti, empatando 2:2 con el Stade de Reims. El 31 de agosto marcó un triplete en la victoria por 5:0 sobre el Saint-Étienne en el Parque de los Príncipes. El 9 de noviembre, disputó su partido número cien con el PSG ante el Olympique de Marsella.

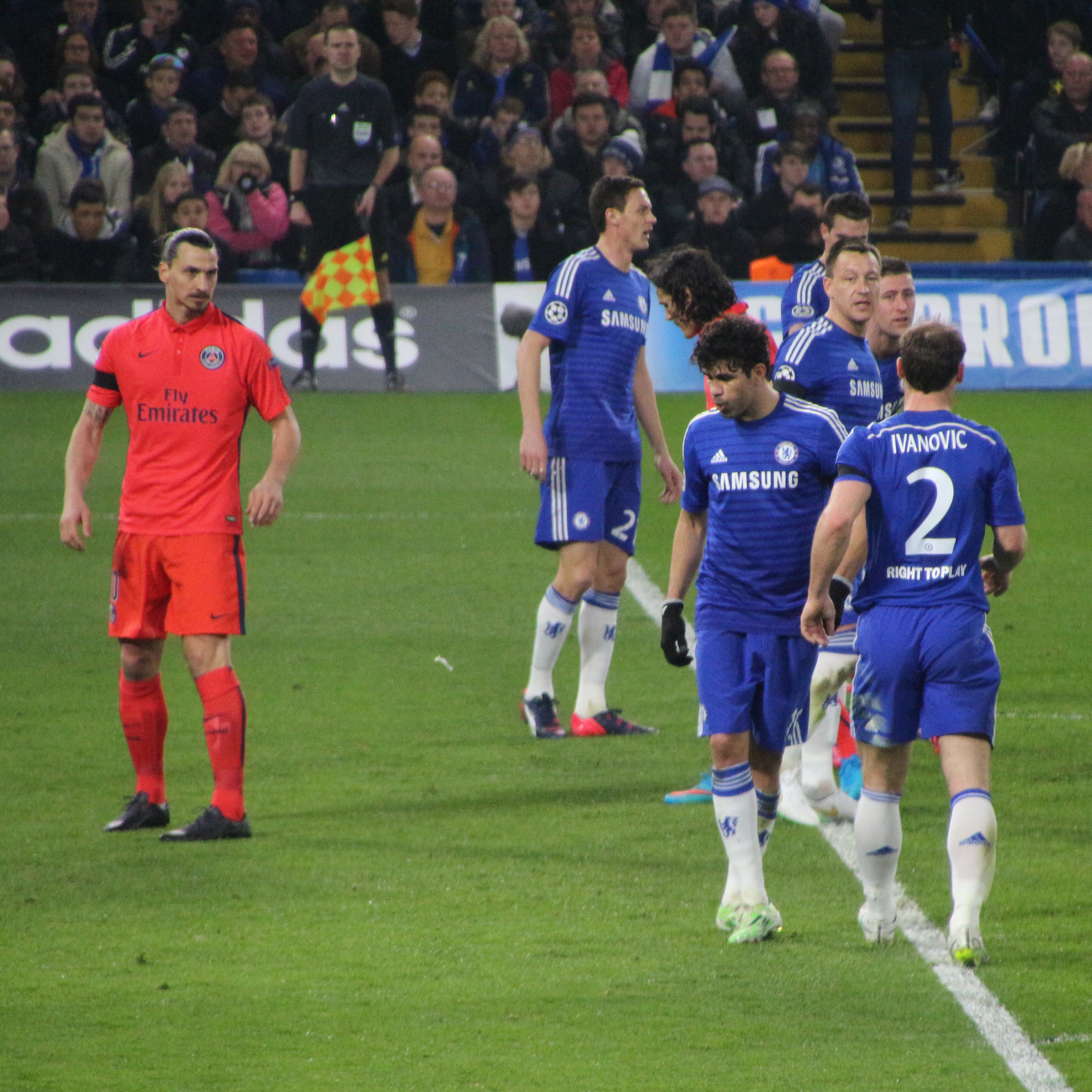
Ibrahimović durante un encuentro ante el Chelsea de Inglaterra.

El 13 de enero de 2015 durante un partido por los cuartos de final de la Copa de la Liga de Francia marcó el único gol del partido para ganar en condición de visitante al Saint-Étienne. El equipo local argumentó que la pelota no había cruzado la línea y los aficionados arrojaron objetos al terreno de juego, lo que paralizó el partido durante 10 minutos. El 11 de marzo, recibió una tarjeta roja directa en un partido de octavos de final de la Liga de Campeones contra el Chelsea en Stamford Bridge, por una falta sobre Oscar.
El club parisino empató 2:2 en la prórroga clasificando a los cuartos de final por la regla del gol de visitante. Nueve días más tarde, marcó nuevamente un triplete en la victoria por 3:0 sobre el Lorient. Anotó otro triplete, el 8 de abril cuando su equipo llegó a la final de la Copa de Francia con una victoria de 4:1 sobre el Saint-Étienne, terminó el partido con 102 goles con la camiseta del París Saint-Germain, convirtiéndose en el segundo futbolista con la mayor cantidad de goles en la historia del club, solamente superado por Pauleta.
Tres días más tarde, marcó dos goles cuando el PSG venció al Sporting Club Bastiais por 4:0 en la final de la Copa de la Liga. El primer gol fue un penalti que ganó cuando Sébastien Squillaci provocó una falta, dando como resultado la expulsión del capitán del Bastia. Un mes después marcó dos goles en la victoria por 6:0 sobre el Guingamp, dando una contribución decisiva para que el PSG obtuviera su tercer título de liga consecutivo, que finalmente consiguió matemáticamente el 16 de mayo cuando derrotó por 2:1 al Montpellier. El 13 de marzo de 2016 anotó cuatro goles en la victoria por 9:0 sobre el Troyes en condición de visitante, gracias a este triunfo el París Saint-Germain obtuvo su cuarto título consecutivo de liga y el sexto en su historia.

### Manchester United

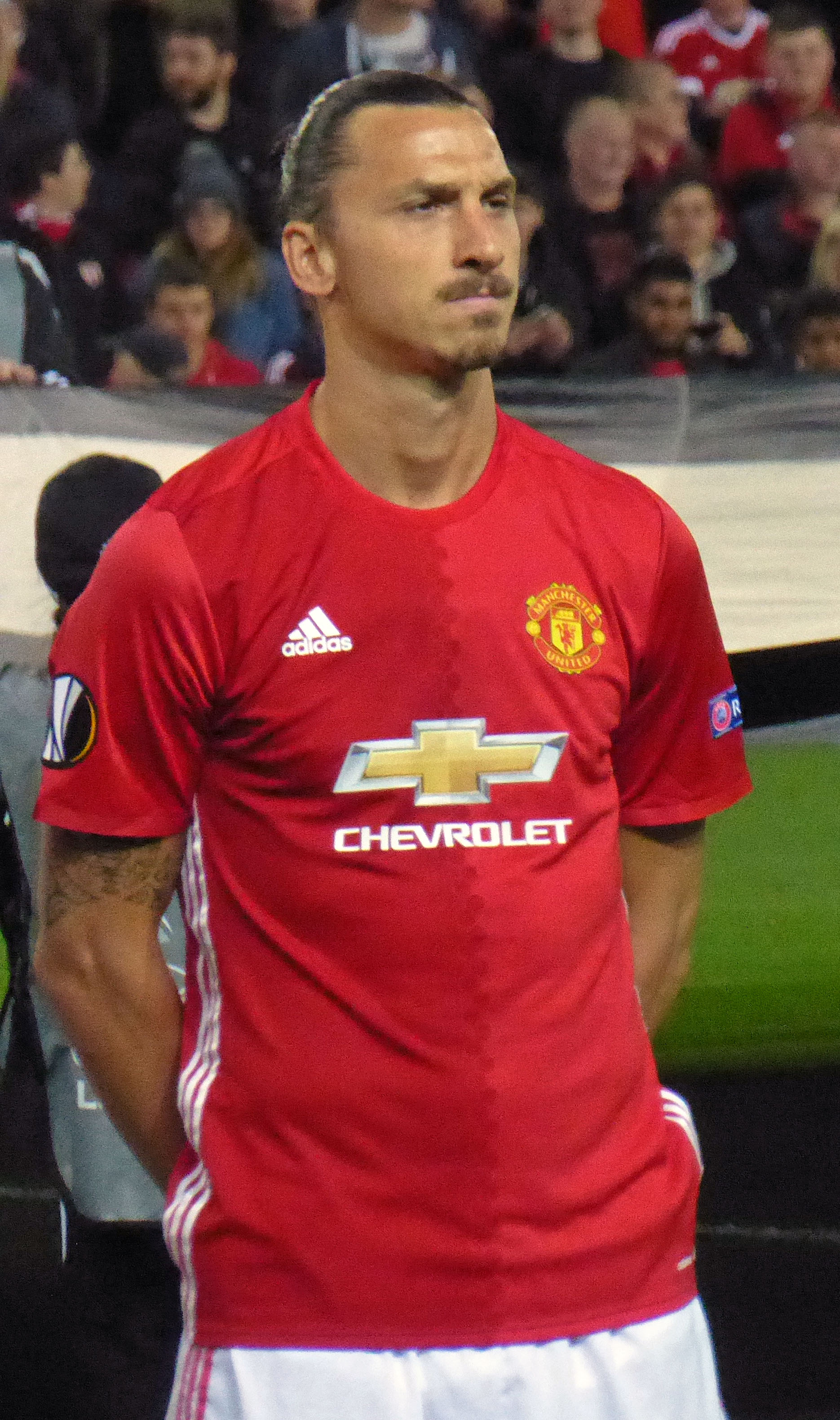
Ibrahimović antes de un partido de la Europa League en Old Trafford en septiembre de 2016.

El 1 de julio de 2016, Ibrahimović firmó como agente libre por el Manchester United con un contrato de un año, con la opción de ser ampliado en función de su rendimiento con el club. Se dijo que su salario semanal sería de 200 000 libras esterlinas. Le entregaron la camiseta número 9 antes que empezara la temporada 2016-17. El 7 de agosto, en su debut oficial, marcó el gol de la victoria del Manchester en la Community Shield 2016, elevándose por encima de Wes Morgan para batir de cabeza al portero Kasper Schmeichel del Leicester City. Esta fue su décima supercopa doméstica. En su debut en la Premier League, una semana más tarde, marcó un gol de larga distancia en la victoria a domicilio por 3:1 ante el Bournemouth en la primera jornada.
El 20 de agosto, marcó dos goles; uno de cabeza en la primera parte y otro de penalti en la segunda mitad del partido, para derrotar al Southampton por 2:0 en su debut en casa. El 6 de noviembre, marcó dos goles en la victoria a domicilio por 3:1 ante el Swansea City; el primero fue el gol número 25 000 en la historia de la Premier League. Más tarde fue amonestado, recibiendo su quinta tarjeta amarilla de la temporada, lo que le impidió disputar el partido de liga en casa contra el Arsenal el 19 de noviembre. El 5 de febrero de 2017, marcó su decimoquinto gol de liga de la temporada y el vigésimo en todas las competiciones en la victoria a domicilio por 3:0 contra el Leicester City, convirtiéndose en el jugador de más edad en conseguir al menos 15 goles en una sola temporada de la Premier League a la edad de 35 años y 125 días.
El 16 de febrero, marcó su primer triplete con el Manchester United en la victoria por 3:0 contra el Saint-Étienne en los dieciseisavos de final de la Europa League. El 19 de febrero, hizo su primera aparición en la FA Cup, entrando como suplente en el minuto 62 y marcando el gol de la victoria en la quinta ronda contra el Blackburn Rovers por 2:1 en Ewood Park. Exactamente una semana después de su debut en la FA Cup, marcó dos goles, uno de tiro libre y otro de cabeza (el gol de la victoria), en la final de la Copa de la Liga de Inglaterra para conseguir la quinta Copa de la Liga del United y ganar su segundo trofeo con el club. El 7 de marzo, Zlatan fue suspendido por tres partidos por la Asociación Inglesa de Fútbol por conducta violenta tras dar un codazo a Tyrone Mings, del Bournemouth, en el empate a uno en Old Trafford tres días antes. Más tarde, el 13 de abril, fue incluido en la lista de seis jugadores preseleccionados para el premio PFA al jugador del año.

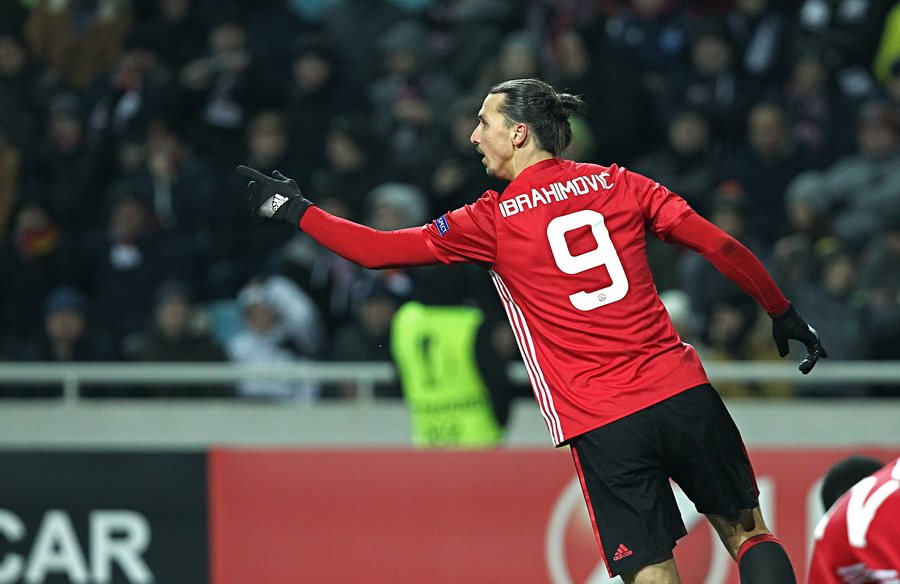
Ibrahimović celebrando un gol con el Manchester United.

El 20 de abril, Ibrahimović sufrió una grave lesión de ligamentos en la rodilla derecha en un partido de cuartos de final de la Europa League contra el Anderlecht en Old Trafford. Varias fuentes informaron que la lesión lo dejaría fuera de las canchas al menos hasta el final de la temporada 2016-17. Ibrahimović ganó su primer gran título europeo cuando el Manchester United derrotó al Ajax en la final de la Europa League en el Friends Arena de Estocolmo, además fue incluido en el equipo ideal de la UEFA Europa League de la temporada. Al final de la campaña, se anunció que el Manchester United lo dejaría libre al finalizar su contrato el 30 de junio de 2017, aunque más tarde confirmaron que estaban en conversaciones con para volver a contratarle para la segunda mitad de la temporada 2017-18 de la Premier League.
El 24 de agosto de 2017, se anunció que Zlatan había firmado un nuevo contrato de un año con el Manchester United. También se anunció que llevaría el número 10 en su segunda temporada con el equipo. Ibrahimović volvió a jugar con el club el 18 de noviembre, sustituyendo a Anthony Martial como suplente en la victoria por 4:1 en casa contra el Newcastle United. La semana siguiente, se convirtió en el primer jugador de la historia en jugar con siete clubes en la Liga de Campeones cuando fue suplente en la derrota por 1:0 ante el Basilea. En su primera titularidad de la temporada, el 20 de diciembre, anotó su primer gol de la temporada al marcar un tiro libre en la derrota por 2:1 contra el Bristol City en los cuartos de final de la Copa de la Liga. El 22 de marzo de 2018, el Manchester United anunció que Ibrahimović había aceptado la rescisión de su contrato.

### Los Angeles Galaxy
El 23 de marzo de 2018 fichó por el club de la Major League Soccer Los Angeles Galaxy. Anunció su llegada con un estilo idiosincrásico publicando un anuncio de página completa en Los Angeles Times que decía simplemente: «Querido Los Ángeles, de nada». Debutó el 31 de marzo como suplente contra Los Angeles F. C. en el primer derbi de Los Ángeles, donde marcó dos goles, incluyendo una media volea de 41 m y un cabezazo en el tiempo de descuento, ayudando al Galaxy a remontar tres goles menos para ganar el partido por 4:3. Después de su actuación ganadora del partido, Ibrahimović dijo: «Escuché a la multitud decir 'Queremos a Zlatan, queremos a Zlatan', así que les di a Zlatan». Anotó dos goles para el Galaxy en una derrota por 3:2 ante el F. C. Dallas el 30 de mayo; criticó a su equipo después del juego y dijo: «No deberíamos perder por dos o tres goles en cada partido para luego tener que agarrar el juego y tratar de ganar. Este no es el juego; este no es el juego en absoluto. Aunque estés en la MLS o en la Premier League, donde sea, no funciona así. Tenemos que ser el equipo líder y jugar desde ahí, no atrapar el gol todo el tiempo, así que obviamente no es bueno».

Ibrahimović jugando con Los Angeles Galaxy en 2019.

El 8 de julio marcó un penalti en la victoria por 4:0 sobre el Columbus Crew. El 21 de julio anotó su duodécimo gol de la temporada en la liga contra el Philadelphia Union en la victoria por 3:1. Zlatan marcó su primer triplete en la MLS la semana siguiente en una victoria por 4:3 contra el Orlando City, sus tres goles en 24 minutos de la segunda parte ayudaron al Galaxy a remontar una desventaja de 1:2. El 15 de septiembre, marcó su gol número 500 en su carrera como futbolista profesional con otro gol acrobático en la derrota por 5:3 fuera de casa contra el Toronto F. C. Tras el partido, Ibra declaró que estaba «contento por Toronto porque será recordado como mi víctima número 500». El gol fue nominado en agosto de 2019 para el Premio Puskás.
En su primer año, a pesar de que el Galaxy se quedó fuera de los playoffs, consiguió ser seleccionado para el Juego de las Estrellas de la Major League Soccer y el MLS Best XI, además de recibir el Premio al Novato del Año de la MLS y el Gol del Año de la MLS por su gol de larga distancia contra Los Angeles F. C. Fue nombrado capitán del equipo para la temporada 2019. El 2 de marzo de 2019, marcó en el partido inaugural del Galaxy en la victoria por 2:1 sobre el Chicago Fire. El 31 de marzo, en su segunda aparición de la temporada, marcó dos goles desde el punto de penalti, uno de ellos a lo Panenka, en la victoria por 2:1 en casa ante el Portland Timbers. Con ello alcanzó los 515 goles en su carrera, superando a su compatriota Gunnar Nordahl para convertirse en el jugador sueco con más goles en la historia del fútbol.
El 20 de julio, marcó un triplete contra Los Ángeles para ganar el partido por 3:2. Esta actuación siguió a un debate sobre si Ibrahimović era el mejor jugador de la MLS en comparación con su rival de Los Ángeles, Carlos Vela, afirmando Ibrahimović que era «el mejor con diferencia». Anotó un segundo hat-trick en la temporada el 15 de septiembre, en una victoria por 7:2 contra el Sporting Kansas City. Con ello, su cuenta de 2019 ascendió a 26 goles, batiendo el récord del club de más goles marcados en una sola temporada regular. Zlatan volvió a ser seleccionado para el Juego de las Estrellas y el MLS Best XI por segunda temporada consecutiva. Ibrahimović consiguió llevar al Galaxy a los playoffs de la Copa MLS de 2019, donde el 24 de octubre, a pesar de registrar un gol y una asistencia, su equipo fue eliminado en las semifinales de la Conferencia Oeste, tras caer por 5:3 como visitante ante Los Angeles F. C. El 13 de noviembre de 2019, anunció que dejaba Los Angeles Galaxy a través de su cuenta de Twitter, diciendo a los aficionados del Galaxy «ustedes querían a Zlatan, yo les di a Zlatan. De nada. La historia continúa... Ahora vuelvan a ver béisbol».

### Retorno al A. C. Milan
El 27 de diciembre de 2019, Ibrahimović regresó al A. C. Milan en una transferencia gratuita con un contrato de seis meses hasta el final de la temporada, con una opción para extender su contrato hasta el final de la temporada 2020-21, sujeto a ciertas condiciones. Hizo su primera aparición desde su regreso al club el 6 de enero de 2020, entrando como suplente en el empate 0:0 contra la Sampdoria en San Siro. Marcó su primer gol con el Milan desde su regreso el 11 de enero, en la victoria a domicilio por 2:0 contra el Cagliari. Su gol contra Cagliari marcó un hito en la vida del jugador, al anotar en cuatro décadas distintas (1990, 2000, 2010 y 2020). El 9 de febrero, dio una asistencia de gol y posteriormente marcó otro para el Milan en la derrota por 4:2 contra su rival, el Inter; como resultado, se convirtió en el goleador de mayor edad en la historia del derby della Madonnina, con 38 años y 129 días, superando el anterior récord establecido por su compatriota Nils Liedholm (con 38 años y 43 días).
El 15 de julio hizo su aparición número 100 para el club, en la victoria por 3:1 en casa sobre el Parma. Días más tardes la leyenda del club e histórico capitán del Milan, Paolo Maldini, le entregó un reconocimiento por sus 100 partidos con la casaca del club. El 29 de julio se convirtió en el primer jugador en marcar 50 goles en la Serie A con los dos clubes Milán, con un doblete en la victoria sobre la Sampdoria. El 1 de agosto, marcó un gol en la victoria por 3:0 sobre el Cagliari, convirtiéndose en el jugador de mayor edad en marcar al menos diez goles en una misma temporada de la Serie A desde Silvio Piola con el Novara en la década de 1950, a la edad de 38 años y 302 días. El 31 de agosto de 2020, amplió su contrato hasta el verano de 2021. El 17 de septiembre de 2020, marcó el primer gol del Milan de la temporada 2020-21 en la victoria a domicilio por 2:0 contra el Shamrock Rovers en la segunda ronda de clasificación de la Europa League. Cuatro días después, anotó un doblete en el primer partido de su club en la Serie A, victoria en casa por 2:0 contra el Bologna.
Después de perderse tres partidos recuperándose de COVID-19, regresó en el derbi de Milán el 17 de octubre, marcando dos goles en tres minutos en la victoria del Milan sobre el Inter por 2:1. El 26 de octubre marcó su tercer doblete consecutivo en la liga en el empate en casa por 3:3 contra la Roma. El 22 de noviembre, volvió a marcar dos goles en la victoria a domicilio sobre el Napoli por 3:1, que fue también su octava aparición consecutiva en la liga con al menos un gol. Sin embargo, también sufrió una lesión en los músculos isquiotibiales y tuvo que ser sustituido. Zlatan regresó al equipo tras su lesión el 9 de enero de 2021, entrando en los últimos cinco minutos de la victoria del Milan por 2:0 contra el Torino. El 18 de enero, marcó los dos goles de su equipo en la victoria por 2:0 contra el Cagliari, asegurando que el Milan se mantuviera con tres puntos de ventaja en la cima de la tabla de la liga. Con estos goles, Ibrahimović consiguió marcar en cada uno de sus últimos nueve partidos como titular con el club.
El 26 de enero, Ibrahimović se vio envuelto en un enfrentamiento con su excompañero del Manchester United, Romelu Lukaku, en el partido de cuartos de final de la Copa Italia que el A. C. Milan disputó contra el Inter. Tras una falta cometida por Lukaku al final de la primera parte, se escuchó a éste y a Ibrahimović intercambiar insultos mientras ambos chocaban sus cabezas y eran contenidos por sus respectivos compañeros. Ambos jugadores fueron amonestados mientras sus discusiones continuaban en el túnel de vestuarios en el descanso. Ibrahimović fue expulsado en la segunda parte tras recibir una segunda tarjeta amarilla por una falta sobre Aleksandar Kolarov, y el Inter se llevó la victoria por 2:1. Zlatan se enfrentó a las reacciones después del partido por sus declaraciones en el enfrentamiento, incluso cuando los micrófonos del campo lo captaron diciéndole a Lukaku «vete a hacer tu vudú» y llamándolo «pequeño burro», con una investigación de la Federación Italiana de Fútbol para determinar si las declaraciones realizadas constituían abuso racial. Ibrahimović negó haber utilizado el racismo en las redes sociales, afirmando que «en el mundo de Zlatan no hay lugar para el racismo», aunque también incluyó una posible indirecta contra Lukaku añadiendo «todos somos jugadores, algunos mejores que otros». El 26 de abril, aunque no se encontraron pruebas de intención racista, fue multado con 4000 euros y Lukaku con 3000 euros.
El 7 de febrero, marcó otro doblete en la victoria por 4:0 contra el Crotone, alcanzando la cifra de 501 goles en toda su carrera. El 22 de abril, firmó una nueva ampliación de su contrato para seguir en el equipo una temporada más. El 9 de mayo, tuvo que ser sustituido en la segunda parte de la victoria del Milan por 3:0 en el campo de la Juventus a causa de una lesión en la rodilla izquierda, que le dejó fuera de las canchas por el resto de la temporada. El 12 de septiembre de 2021, apareció por primera vez con el Milan desde que regresó de su lesión y marcó en la victoria por 2:0 contra la Lazio, y al hacerlo, con 39 años y 344 días se convirtió en el jugador no italiano de mayor edad en marcar un gol en los 123 años de historia de la Serie A, superando el récord que hasta entonces ostentaba el excentral del Parma Bruno Alves.
El 23 de octubre, marcó el cuarto gol de su club en la victoria por 4:2 ante el Bologna, convirtiéndose en el cuarto jugador que marca un gol en la Serie A después de cumplir 40 años, tras Alessandro Costacurta, Silvio Piola y Pietro Vierchowod. El 20 de noviembre, marcó dos goles en la derrota por 4:3 ante la Fiorentina, convirtiéndose así en el jugador de más edad en marcar un doblete en un partido de la Serie A, así como en el primer jugador de 40 años en marcar un doblete en las cinco principales ligas europeas en el siglo XXI. El 11 de diciembre, anotó un acrobático gol del empate en el tiempo de descuento en un partido contra el Udinese (1:1), alcanzando los 300 goles en su carrera en las cinco principales ligas europeas, convirtiéndose así en la tercera persona del siglo XXI en lograrlo después de Cristiano Ronaldo y Lionel Messi.
El 22 de mayo, tras el último partido contra el Sassuolo, el Milan ganó el título de la Serie A por primera vez en once años, siendo Ibrahimović también parte de su último título en 2011. Contribuyó con ocho goles y tres asistencias durante la campaña. Fue su quinto título de la Serie A en general (dos títulos adicionales con la Juventus fueron revocados), Zlatan dedicó el título a su agente y amigo, Mino Raiola, que había fallecido recientemente. Tres días más tarde, reveló que había jugado con una lesión en la rodilla izquierda durante seis meses, por lo que se sometió a una intervención quirúrgica ese mismo día y estará fuera de los terrenos de juego durante al menos siete meses.
El 18 de julio de 2022, renovó su contrato con el Milan hasta el año 2023. El 18 de marzo de 2023 se convirtió en el jugador más veterano en haber anotado un gol en la liga italiana al hacerlo con 41 años y 166 días, superando así el récord anterior, establecido por Alessandro Costacurta.

## Selección nacional
Inició su participación en la selección sueca con la categoría sub-19, con la cual disputó cuatro encuentros. Con la selección sub-21 participó en las eliminatorias para la Eurocopa Sub-21 de 2002. En total con el seleccionado sub-21 disputó siete partidos y anotó seis goles. Con la selección absoluta ha sido internacional en ciento veintidós ocasiones y ha marcado sesenta y dos goles. Debutó el 31 de enero de 2001, en un encuentro ante la selección de las Islas Feroe que finalizó con marcador de 0:0. Mientras que su primer gol lo anotó nueve meses más tarde en la victoria de su selección por 3:0, ante Azerbaiyán en las eliminatorias para la Copa Mundial de Fútbol de 2002.
Tras lograr la clasificación fue convocado por el entrenador Lars Lagerbäck para participar en la Copa Mundial donde estuvo presente en dos encuentros, uno en la fase de grupos ante Argentina y otro en los octavos de final ante Senegal que derrotó a Suecia por 2:1 con un gol de oro de Henri Camara. En la fase de clasificación para la Eurocopa 2004 fue suplente, pero en el torneo se consolidó junto a Henrik Larsson en el ataque de la selección escandinava, que, no obstante, cayó en cuartos de final ante el seleccionado de los Países Bajos, en la tanda de penaltis. En la Copa Mundial de Fútbol de 2006, disputó dos encuentros de la primera fase ingresando como titular, aunque sin marcar goles.

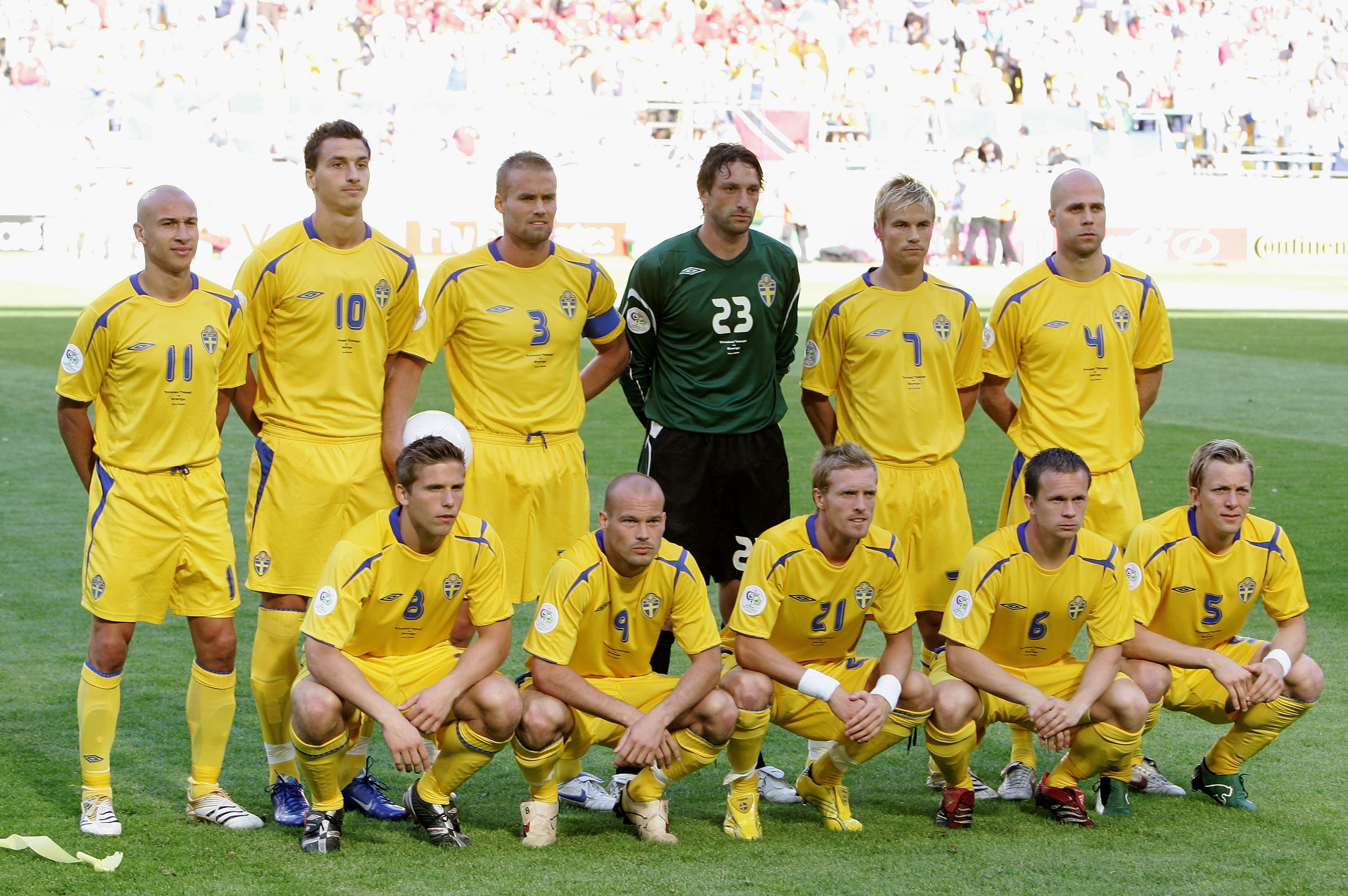
Selección de fútbol de Suecia que participó en la Copa Mundial de Fútbol de 2006.

Zlatan nuevamente vio acción en los octavos de final en la derrota de la selección sueca por 2:0 ante Alemania. Poco después de la cita mundialista, el seleccionador Lars Lagerbäck lo sancionó, junto con sus compañeros Olof Mellberg y Christian Wilhelmsson, por no respetar el horario de llegada al hotel durante una concentración. Como respuesta a la sanción disciplinaria, se apartó voluntariamente de la selección durante seis meses.
En el año 2008 formó parte de la plantilla que disputó la Eurocopa, siendo incluido en el once titular durante los tres encuentros de la fase de grupos y además marcó dos goles, uno en la victoria por 2:0 sobre Grecia y otro en la derrota por 2:1 ante España. Sin embargo, Suecia no avanzó a la siguiente ronda tras haber culminado en el tercer lugar de su grupo con tan solo tres puntos.
En septiembre de 2009, asumió el brazalete de capitán de la selección para los partidos de la ronda de clasificación para la Copa Mundial de Fútbol de 2010, tras una grave lesión sufrida por Henrik Larsson, anterior portador del gafete. Sin embargo, tres meses después, tras no obtener la clasificación para el campeonato mundial, anunció su retiro del combinado sueco, alegando «falta de motivación». Medio año más tarde hizo público su regreso a la selección, de cara a disputar la fase clasificación para la Eurocopa 2012.

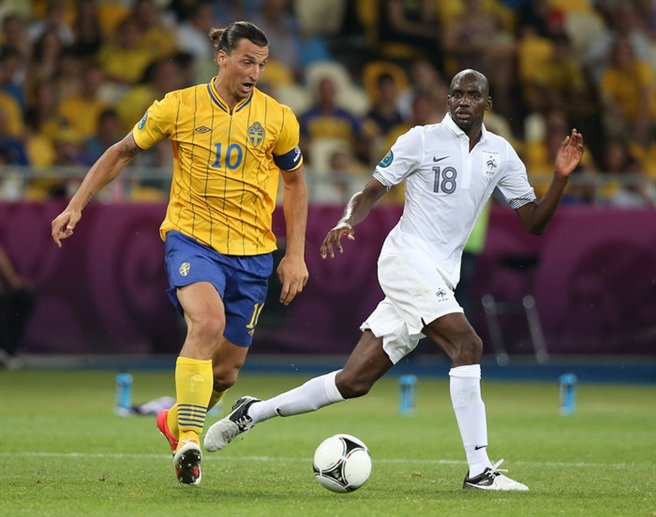
Ibrahimović disputando un partido durante la Eurocopa 2012.

Durante las clasificatorias estuvo presente en ocho de los diez encuentros que disputó su selección, además marcó cinco goles, contribuyendo a que Suecia clasificara al torneo tras ocho victorias y dos derrotas. Ibra fue convocado por el entrenador Erik Hamrén para participar en el campeonato europeo disputado en Polonia y Ucrania, aunque fueron eliminados en la fase grupos tras conseguir una sola victoria (2:0 sobre Francia). Rumbo a la Copa Mundial de Fútbol de 2014, la selección sueca ocupó el segundo lugar en el grupo C detrás de Alemania, consiguiendo dos triunfos, dos empates y dos derrotas.
En el sorteo de los play-offs se dividieron los ocho mejores segundos en dos bombos dependiendo de su posición en la clasificación mundial de la FIFA, dejando como nuevo rival de los suecos a la selección de Portugal. En el partido de ida disputado el 15 de noviembre de 2013 en Lisboa Cristiano Ronaldo sacó ventaja para los lusos anotando de cabeza en el minuto 81. El encuentro de vuelta del 19 de noviembre en Solna, terminó con marcador de 3:2 a favor de los portugueses, dejando fuera del mundial a Zlatan. El 4 de septiembre de 2014 durante un encuentro amistoso frente a Estonia, Ibrahimović anotó dos goles y se convirtió en el máximo artillero de su selección con 50 goles, superando la marca de 49 goles de Sven Rydell que tuvo el récord durante 82 años.
En el sorteo de las clasificatorias para la Eurocopa 2016 los equipos fueron colocados en seis bombos según su ranking de coeficientes de selecciones nacionales elaborada por la UEFA, Suecia quedó encuadrada en el grupo G junto con Austria, Rusia, Montenegro, Liechtenstein y Moldavia. Ibra no estuvo presente en el marcador, pero sí dio una asistencia en el primer encuentro que resultó en empate 1:1 frente a los austriacos, Zlatan estaba empezando a ser cuestionado cuando el 15 de noviembre de 2014 por la cuarta jornada convirtió el tanto del empate 1:1 frente a Montenegro, para después en la sexta fecha volver a convertir dos goles en la victoria por 3:1 nuevamente ante Montenegro.

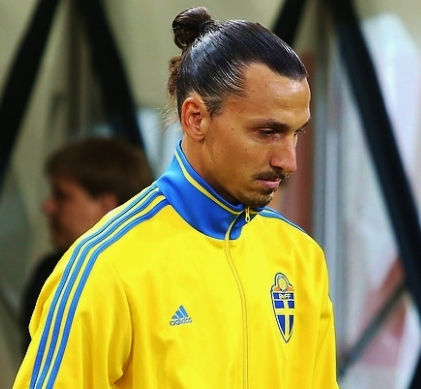
Zlatan Ibrahimović preparándose para enfrentar a la selección de Rusia en septiembre de 2015.

La fecha siguiente fue un partido atípico para lo que venía haciendo tanto Ibrahimović como su selección, ya que sufrieron su primera derrota en la competición ante Rusia por la mínima diferencia y en la siguiente fecha nuevamente fueron derrotados esta vez por 4:1 ante Austria. Sin embargo, la reivindicación llegó rápidamente, ya que en la fecha posterior ganaron por marcador de 2:0 a Liechtenstein con un gol de Marcus Berg y otro del mismo Ibra. El 12 de octubre de 2015 se dio por terminada la fase de clasificación siendo el último partido ante Moldavia a la que vencieron por 2:0 en condición de local.
Con este resultado el equipo sueco terminó su participación en el grupo G con cinco triunfos, tres empates y dos derrotas, con quince goles a favor y nueve en contra quedando en el tercer lugar del grupo con dieciocho puntos, provocando que tuvieran que recurrir a los play-offs para definir su participación en el torneo continental. Suecia al estar en el lugar dieciséis del ranking fue elegido como uno de los cuatro cabezas de serie, siendo emparejado finalmente con el seleccionado de Dinamarca.
El primer choque se realizó el 14 de noviembre en la ciudad de Solna, Emil Forsberg anotó a los 45 minutos mientras que Zlatan volvió a convertir en la competición cinco minutos después de tiro penal, sin embargo, Nicolai Jørgensen anotó el descuento a los 80 minutos. Finalmente en el partido de vuelta realizado en el 17 de noviembre los suecos emptaron 2:2 ante los daneses y lograron la clasificación a la Euro, siendo Ibra uno de los goleadores con once tantos solo superado por Robert Lewandowski que marcó trece goles. En la Eurocopa 2016 celebrada en Francia, el seleccionado sueco no superó la fase de grupos en la que Zlatan jugó los tres partidos, pero sin marcar goles. Tras este torneo, anunció su retiro definitivo de la selección.
En 2018 mostró su disposición de jugar con su selección en la Copa Mundial de 2018, a pesar de no haber disputado ningún partido de la fase clasificatoria por decisión propia. Sin embargo, el seleccionador nacional expresó públicamente que sólo los jugadores que clasificaron a Suecia al mundial eran los que merecían disputar dicho torneo, descartándolo. Más tarde, en junio de ese mismo año, culpó a los medios suecos por su ausencia en la Copa del Mundo. Tras casi cinco años de ausencia, en marzo de 2021 volvió a ser convocado para los partidos de clasificación para la Copa Mundial de Fútbol de 2022.

### Participaciones en Copas del Mundo
| Copa                           | Sede                  | Resultado        | Partidos | Goles |
| ------------------------------ | --------------------- | ---------------- | -------- | ----- |
| Copa Mundial de Fútbol de 2002 | Corea del Sur y Japón | Octavos de final | 2        | 0     |
| Copa Mundial de Fútbol de 2006 | Alemania              | Octavos de final | 3        | 0     |

### Participaciones en Eurocopas
| Copa          | Sede              | Resultado        | Partidos | Goles |
| ------------- | ----------------- | ---------------- | -------- | ----- |
| Eurocopa 2004 | Portugal          | Cuartos de final | 4        | 2     |
| Eurocopa 2008 | Austria y Suiza   | Primera fase     | 3        | 2     |
| Eurocopa 2012 | Polonia y Ucrania | Primera fase     | 3        | 2     |
| Eurocopa 2016 | Francia           | Primera fase     | 3        | 0     |

## Retiro
El 4 de junio de 2023, luego de la victoria del A. C. Milan por 3:1 frente al Hellas Verona, en una ceremonia que, en principio, iba a ser solo de despedida club, Zlatan anunció su retiro oficial del fútbol profesional. Vestido de negro, ante la ovación de los aficionados, Ibra dio un sentido discurso de despedida:
«Muchos recuerdos he tenido en este estadio. La primera vez que llegué al Milán me hicieron feliz. La segunda me hicieron sentir honrado. Agradezco al cuerpo técnico, a los dirigentes y a los aficionados de todo corazón, por la oportunidad que me han dado. Llegó el momento de decirle adiós al fútbol...».

Zlatan dejó el fútbol a los 41 años, luego de una larga carrera de 24 años como futbolista.

## Estilo de juego
Ibrahimović ha sido descrito por ESPN como «bueno en el aire, rápido, alto, fuerte y ágil, juega bien de espaldas a la portería y cuenta con algunos de los mejores remates, visión de juego, pases y control del balón». Atacante versátil y polifacético, desde el punto de vista táctico, es capaz de jugar en cualquier parte del frente de ataque, debido a su capacidad tanto de crear como de marcar goles para su equipo, aunque lo más frecuente es que se despliegue como delantero, debido a su compostura y olfato de gol. También ha desempeñado a veces un papel más creativo, como delantero de apoyo o incluso como número 10, sobre todo en los últimos años, después de haber perdido parte de su velocidad y resistencia con la edad; esta posición más profunda le permite llegar al centro del campo para recoger el balón, donde puede utilizar su capacidad técnica, su visión de juego, sus pases y sus movimientos para crear espacios y dar asistencias a sus compañeros.

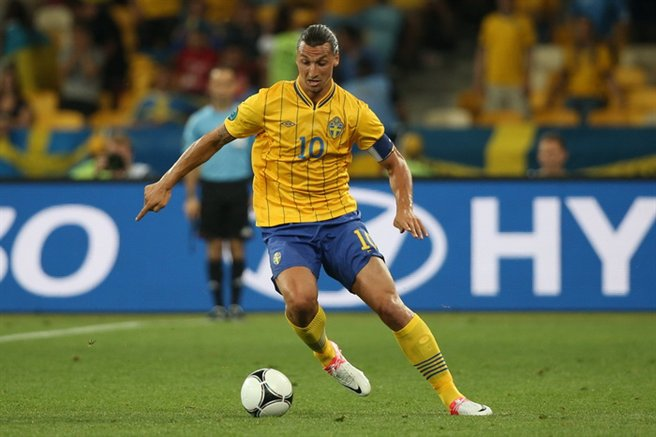
Ibrahimović con el balón para Suecia en la Eurocopa 2012.

Aunque es diestro por naturaleza, Zlatan es un potente y preciso rematador del balón tanto desde dentro como desde fuera del área con cualquier pie, y también es conocido por su precisión en los penaltis y en las situaciones de balón parado. Es un rematador preciso tanto con la cabeza como con los pies, su altura, elevación y fuerza le dan a menudo una ventaja para ganar desafíos aéreos, y también le permiten funcionar como un «hombre objetivo»; a pesar de su gran estatura, es extraordinariamente ágil para un jugador de su tamaño, su atletismo y habilidad en el aire le han hecho marcar varios goles de remates acrobáticos y voleas a lo largo de su carrera, lo que le valió el apodo de Ibracadabra en los medios de comunicación italianos. A pesar de su tamaño y su físico, posee una técnica y un control del balón excelentes, lo que, unido a su equilibrio, potencia y físico, le permite aguantar bien el balón de espaldas a la portería, mantener la posesión y enlazar con otros jugadores; también ha sido elogiado por los expertos por su creatividad y su capacidad de regateo. Aunque no está dotado de una velocidad excepcional, sobre todo en las distancias cortas, lo que se hizo más evidente en su carrera posterior, a medida que disminuía la velocidad con la edad, es también un jugador rápido y un velocista, que poseía una importante aceleración en su juventud, y era capaz de alcanzar velocidades máximas de más de 30 km/h incluso a los 30 años.

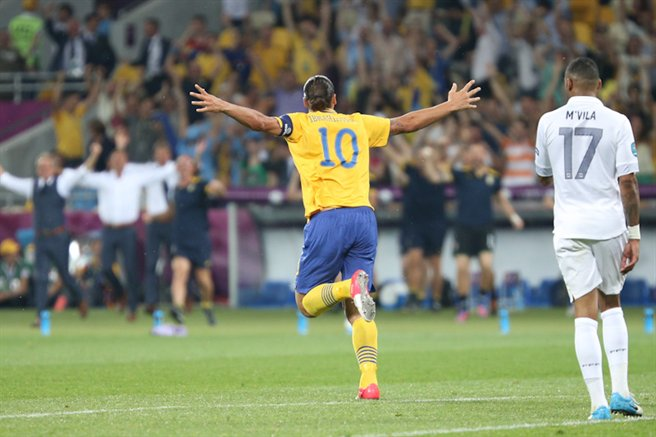
Ibrahimović celebra tras marcar con una acrobática volea contra Francia en junio de 2012. Al igual que su ídolo Ronaldo, Zlatan suele celebrar un gol con los dos brazos extendidos.

Considerado un jugador de gran talento en su juventud, debido a su prolífica faceta goleadora, su consistencia y sus espectaculares remates, Ibrahimović llegó a ser considerado como uno de los mejores futbolistas del mundo durante su época de esplendor, y como uno de los más grandes y completos delanteros de su generación; también ha recibido elogios de directivos y compañeros de equipo por su liderazgo y longevidad, así como por su estado físico, profesionalidad y dedicación en los entrenamientos. Respecto a su ética de trabajo, su extécnico de la Juventus, Fabio Capello, comentó en 2016: «Al principio de su primera etapa en la Juventus [...] me di cuenta de que era más débil de lo que pensaba cuando tenía que patear el balón y no era muy fuerte en el aire. A Ibrahimovic [sic] le gustaba más hacer asistencias que marcar goles. Quería que fuera más implacable de cara a la portería y que mejorara su definición. Tenía las mismas habilidades técnicas que van Basten y le hice ver algunos vídeos suyos para mejorar su definición. Le dije que se fijara en los movimientos de van Basten dentro del área y en su forma de marcar goles. Ibra lo entendió enseguida; creo que los resultados están ahí para demostrarlo. Es un tipo muy humilde y trabaja cada día para mejorar. También está orgulloso de sí mismo, le encanta ser el mejor».

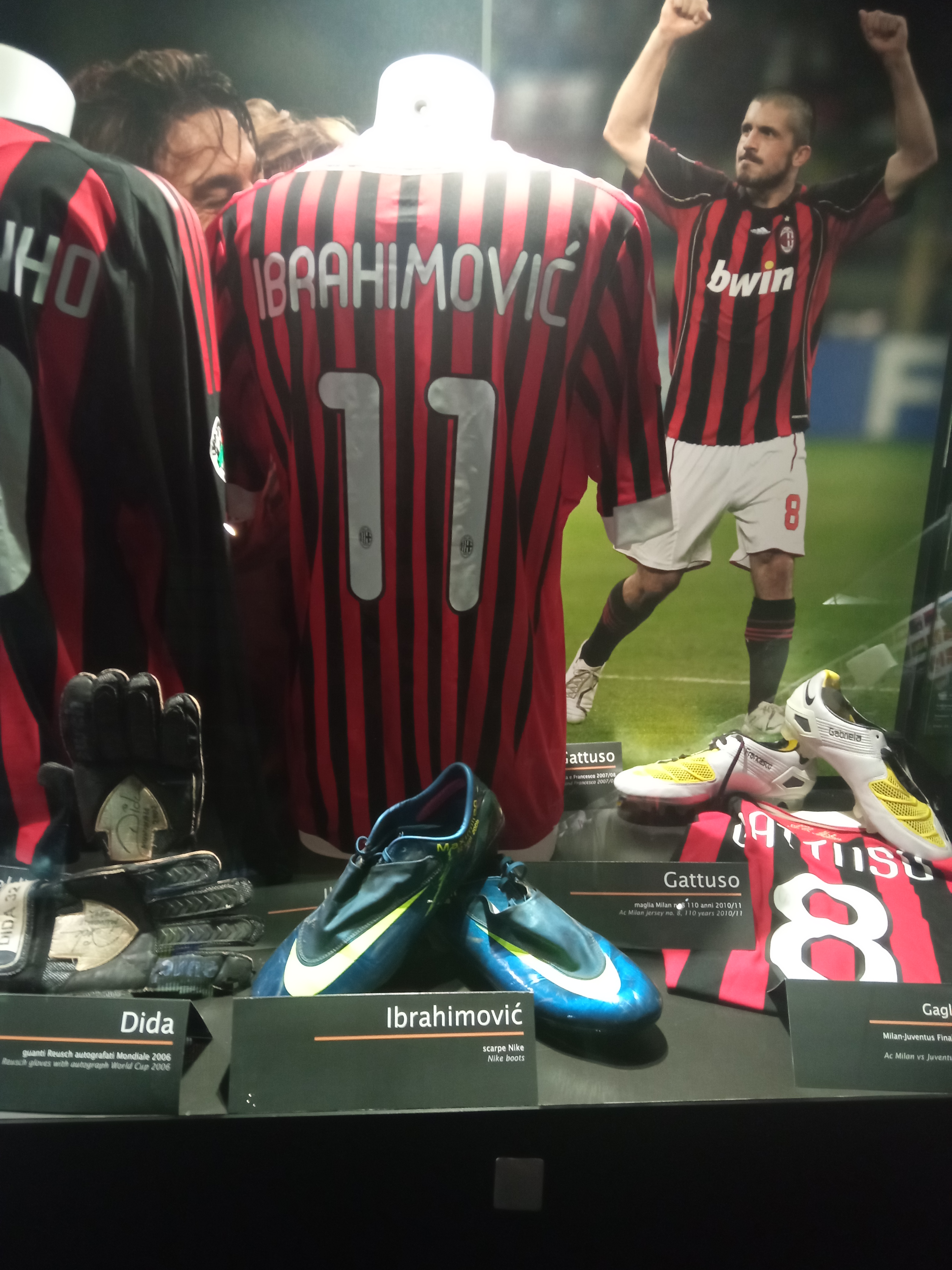
La camiseta número 11 del A. C.Milan de Ibrahimović en el museo de San Siro. Marcó para el Milan y el Inter en el Derby della Madonnina.

Aunque Ibrahimović ha sido criticado en ocasiones en los medios de comunicación por su inconsistencia en situaciones de alta presión, y por su limitado ritmo de trabajo y su escaso rendimiento en los partidos importantes, en particular en su juventud, a lo largo de su carrera ha marcado en algunos de los partidos más importantes del fútbol; entre ellos, el Derby della Madonnina y el Derby d'Italia en Italia, El Clásico, El Otro Clásico y el Derbi barcelonés en España, Le Classique en Francia, De Klassieker y De Topper en los Países Bajos y el Derbi de Mánchester y el Derbi del Noroeste en Inglaterra, así como partidos de la Liga de Campeones de la UEFA y del Campeonato de Europa de la UEFA contra algunos de los rivales más fuertes del fútbol europeo. También ha marcado en el Skånederby de Suecia y en el Derbi de Los Ángeles y el Clásico de California en los Estados Unidos. Además de ser un prolífico delantero, también ha cosechado muchos éxitos a lo largo de su carrera, ganando numerosos títulos en varios países; además, es el único jugador que ha marcado para seis clubes diferentes en la Liga de Campeones. Conocido por su fuerte mentalidad y liderazgo, así como por su personalidad extrovertida y altamente competitiva, a pesar de su éxito, ha sido criticado en los medios de comunicación por su arrogancia, agresividad y carácter rebelde, así como por su falta de disciplina en el terreno de juego, sobre todo en sus inicios, lo que le ha llevado a protagonizar enfrentamientos con otros jugadores, con algunos de sus entrenadores e incluso con periodistas. Ha sido frecuentemente comparado con el neerlandés Marco van Basten, debido a sus estilos de juego similares, su físico y su proclividad a marcar con potentes disparos y voleas; a pesar de esta comparación, Ibrahimović ha declarado que su principal influencia fue su ídolo, el exdelantero brasileño Ronaldo, al que considera el mejor jugador de todos los tiempos. También se le ha comparado con el enigmático exfutbolista francés Éric Cantona, que también jugó en el Manchester United.

## Estadísticas

### Clubes
| Club                               | Div.          | Temporada     | Liga  | Liga  | Liga   | Copas nacionales | Copas nacionales | Copas nacionales | Copas internacionales | Copas internacionales | Copas internacionales | Total | Total | Total  | Media goleadora |
| Club                               | Div.          | Temporada     | Part. | Goles | Asist. | Part.            | Goles            | Asist.           | Part.                 | Goles                 | Asist.                | Part. | Goles | Asist. | Media goleadora |
| ---------------------------------- | ------------- | ------------- | ----- | ----- | ------ | ---------------- | ---------------- | ---------------- | --------------------- | --------------------- | --------------------- | ----- | ----- | ------ | --------------- |
| Malmö F. F. · Suecia               |               |               |       |       |        |                  |                  |                  |                       |                       |                       |       |       |        |                 |
| 1.ª                                | 1999          | 6             | 1     | 0     | —      | —                | —                | —                | —                     | —                     | 6                     | 1     | 0     | 0.17   |                 |
| 2.ª                                | 2000          | 26            | 12    | 0     | 3      | 2                | 0                | —                | —                     | —                     | 29                    | 14    | 0     | 0.48   |                 |
| 1.ª                                | 2001          | 8             | 3     | 0     | 4      | 0                | 0                | —                | —                     | —                     | 12                    | 3     | 0     | 0.25   |                 |
| Total club                         | Total club    | 40            | 16    | 0     | 7      | 2                | 0                | —                | —                     | —                     | 47                    | 18    | 0     | 0.38   |                 |
| Ajax de Ámsterdam · Países Bajos   |               |               |       |       |        |                  |                  |                  |                       |                       |                       |       |       |        |                 |
| 1.ª                                | 2001-02       | 24            | 6     | 4     | 3      | 1                | 1                | 6                | 2                     | 0                     | 33                    | 9     | 5     | 0.27   |                 |
| 1.ª                                | 2002-03       | 25            | 13    | 1     | 4      | 3                | 0                | 13               | 5                     | 2                     | 42                    | 21    | 3     | 0.5    |                 |
| 1.ª                                | 2003-04       | 22            | 13    | 7     | 1      | 0                | 0                | 8                | 2                     | 1                     | 31                    | 15    | 8     | 0.48   |                 |
| 1.ª                                | 2004-05       | 3             | 3     | 1     | 1      | 0                | 0                | 0                | 0                     | 0                     | 4                     | 3     | 1     | 0.75   |                 |
| Total club                         | Total club    | 74            | 35    | 13    | 9      | 4                | 1                | 27               | 9                     | 3                     | 110                   | 48    | 17    | 0.44   |                 |
| Juventus de Turín · Italia         |               |               |       |       |        |                  |                  |                  |                       |                       |                       |       |       |        |                 |
| 1.ª                                | 2004-05       | 35            | 16    | 8     | 0      | 0                | 0                | 10               | 0                     | 3                     | 45                    | 16    | 11    | 0.36   |                 |
| 1.ª                                | 2005-06       | 35            | 7     | 8     | 3      | 0                | 0                | 9                | 3                     | 1                     | 47                    | 10    | 9     | 0.21   |                 |
| Total club                         | Total club    | 70            | 23    | 16    | 3      | 0                | 0                | 19               | 3                     | 4                     | 92                    | 26    | 20    | 0.28   |                 |
| Inter de Milán · Italia            |               |               |       |       |        |                  |                  |                  |                       |                       |                       |       |       |        |                 |
| 1.ª                                | 2006-07       | 27            | 15    | 6     | 2      | 0                | 2                | 7                | 0                     | 1                     | 36                    | 15    | 9     | 0.42   |                 |
| 1.ª                                | 2007-08       | 26            | 17    | 12    | 1      | 0                | 0                | 7                | 5                     | 0                     | 34                    | 22    | 12    | 0.65   |                 |
| 1.ª                                | 2008-09       | 35            | 25    | 7     | 4      | 3                | 1                | 8                | 1                     | 3                     | 47                    | 29    | 11    | 0.62   |                 |
| Total club                         | Total club    | 88            | 57    | 25    | 7      | 3                | 3                | 22               | 6                     | 4                     | 117                   | 66    | 32    | 0.56   |                 |
| F. C. Barcelona · España           |               |               |       |       |        |                  |                  |                  |                       |                       |                       |       |       |        |                 |
| 1.ª                                | 2009-10       | 29            | 16    | 9     | 3      | 1                | 1                | 13               | 4                     | 2                     | 45                    | 21    | 12    | 0.47   |                 |
| 1.ª                                | 2010-11       | 0             | 0     | 0     | 1      | 1                | 0                | 0                | 0                     | 0                     | 1                     | 1     | 0     | 1      |                 |
| Total club                         | Total club    | 29            | 16    | 9     | 4      | 2                | 1                | 13               | 4                     | 2                     | 46                    | 22    | 12    | 0.48   |                 |
| A. C. Milan · Italia               |               |               |       |       |        |                  |                  |                  |                       |                       |                       |       |       |        |                 |
| 1.ª                                | 2010-11       | 29            | 14    | 12    | 4      | 3                | 0                | 8                | 4                     | 0                     | 41                    | 21    | 12    | 0.51   |                 |
| 1.ª                                | 2011-12       | 32            | 28    | 8     | 4      | 2                | 0                | 8                | 5                     | 4                     | 44                    | 35    | 12    | 0.8    |                 |
| Total club                         | Total club    | 61            | 42    | 20    | 8      | 5                | 0                | 16               | 9                     | 4                     | 85                    | 56    | 24    | 0.65   |                 |
| Paris Saint-Germain F. C. Francia  |               |               |       |       |        |                  |                  |                  |                       |                       |                       |       |       |        |                 |
| 1.ª                                | 2012-13       | 34            | 30    | 10    | 3      | 2                | 0                | 9                | 3                     | 7                     | 46                    | 35    | 17    | 0.76   |                 |
| 1.ª                                | 2013-14       | 33            | 26    | 15    | 5      | 5                | 2                | 8                | 10                    | 0                     | 46                    | 41    | 17    | 0.89   |                 |
| 1.ª                                | 2014-15       | 24            | 19    | 6     | 7      | 9                | 1                | 6                | 2                     | 1                     | 37                    | 30    | 8     | 0.81   |                 |
| 1.ª                                | 2015-16       | 31            | 38    | 13    | 10     | 7                | 3                | 10               | 5                     | 3                     | 51                    | 50    | 19    | 0.98   |                 |
| Total club                         | Total club    | 122           | 113   | 44    | 25     | 23               | 6                | 33               | 20                    | 11                    | 180                   | 156   | 61    | 0.87   |                 |
| Manchester United F. C. Inglaterra |               |               |       |       |        |                  |                  |                  |                       |                       |                       |       |       |        |                 |
| 1.ª                                | 2016-17       | 28            | 17    | 5     | 7      | 6                | 1                | 11               | 5                     | 4                     | 46                    | 28    | 10    | 0.61   |                 |
| 1.ª                                | 2017-18       | 5             | 0     | 0     | 1      | 1                | 0                | 1                | 0                     | 0                     | 7                     | 1     | 0     | 0.14   |                 |
| Total club                         | Total club    | 33            | 17    | 5     | 8      | 7                | 1                | 12               | 5                     | 4                     | 53                    | 29    | 10    | 0.55   |                 |
| Los Angeles Galaxy Estados Unidos  |               |               |       |       |        |                  |                  |                  |                       |                       |                       |       |       |        |                 |
| 1.ª                                | 2018          | 27            | 22    | 7     | —      | —                | —                | —                | —                     | —                     | 27                    | 22    | 7     | 0.81   |                 |
| 1.ª                                | 2019          | 31            | 31    | 8     | —      | —                | —                | —                | —                     | —                     | 31                    | 31    | 8     | 1      |                 |
| Total club                         | Total club    | 58            | 53    | 15    | —      | —                | —                | —                | —                     | —                     | 58                    | 53    | 15    | 0.91   |                 |
| A. C. Milan · Italia               |               |               |       |       |        |                  |                  |                  |                       |                       |                       |       |       |        |                 |
| 1.ª                                | 2019-20       | 18            | 10    | 5     | 2      | 1                | 0                | —                | —                     | —                     | 20                    | 11    | 5     | 0.55   |                 |
| 1.ª                                | 2020-21       | 19            | 15    | 2     | 2      | 1                | 0                | 6                | 1                     | 1                     | 27                    | 17    | 3     | 0.63   |                 |
| 1.ª                                | 2021-22       | 23            | 8     | 3     | —      | —                | —                | 4                | 0                     | 0                     | 27                    | 8     | 3     | 0.3    |                 |
| 1.ª                                | 2022-23       | 4             | 1     | 0     | 0      | 0                | 0                | 0                | 0                     | 0                     | 4                     | 1     | 0     | 0.25   |                 |
| Total club                         | Total club    | 64            | 34    | 10    | 4      | 2                | 0                | 10               | 1                     | 1                     | 78                    | 37    | 11    | 0.47   |                 |
| Total carrera                      | Total carrera | Total carrera | 639   | 406   | 157    | 75               | 48               | 12               | 152                   | 57                    | 33                    | 866   | 511   | 202    | 0.59            |
| 1. 2. 3.                           |               |               |       |       |        |                  |                  |                  |                       |                       |                       |       |       |        |                 |

### Selección nacional
| Selección                    | Cat.           | Año            | Amistosos | Amistosos | Amistosos | Continental | Continental | Continental | Mundial | Mundial | Mundial | Total | Total | Total  | Media goleadora |
| Selección                    | Cat.           | Año            | Part.     | Goles     | Asist.    | Part.       | Goles       | Asist.      | Part.   | Goles   | Asist.  | Part. | Goles | Asist. | Media goleadora |
| ---------------------------- | -------------- | -------------- | --------- | --------- | --------- | ----------- | ----------- | ----------- | ------- | ------- | ------- | ----- | ----- | ------ | --------------- |
| Selección de Suecia · Suecia | Sub-19         | 1999           | 4         | 1         | 0         | —           | —           | —           | —       | —       | —       | 4     | 1     | 0      | 0,25            |
| Selección de Suecia · Suecia | Total sub-19   | Total sub-19   | 4         | 1         | 0         | —           | —           | —           | —       | —       | —       | 4     | 1     | 0      | 0,25            |
| Selección de Suecia · Suecia | Sub-21         | 2001           | 5         | 5         | 0         | 2           | 1           | 0           | —       | —       | —       | 7     | 6     | 0      | 0,82            |
| Selección de Suecia · Suecia | Total sub-21   | Total sub-21   | 5         | 5         | 0         | 2           | 1           | 0           | —       | —       | —       | 7     | 6     | 0      | 0,82            |
| Selección de Suecia · Suecia | Absoluta       | 2001           | 4         | 0         | 0         | 1           | 1           | 0           | —       | —       | —       | 5     | 1     | 0      | 0,20            |
| Selección de Suecia · Suecia | Absoluta       | 2002           | 6         | 1         | 0         | 2           | 1           | 0           | 2       | 0       | 0       | 10    | 2     | 0      | 0,20            |
| Selección de Suecia · Suecia | Absoluta       | 2003           | 1         | 1         | 0         | 3           | 2           | 2           | —       | —       | —       | 4     | 3     | 2      | 0,75            |
| Selección de Suecia · Suecia | Absoluta       | 2004           | 5         | 2         | 2         | 7           | 6           | 1           | —       | —       | —       | 12    | 8     | 3      | 0,67            |
| Selección de Suecia · Suecia | Absoluta       | 2005           | —         | —         | —         | 5           | 4           | 2           | —       | —       | —       | 5     | 4     | 2      | 0,80            |
| Selección de Suecia · Suecia | Absoluta       | 2006           | 2         | 0         | 0         | 1           | 0           | 0           | 3       | 0       | 0       | 6     | 0     | 0      | 0               |
| Selección de Suecia · Suecia | Absoluta       | 2007           | 1         | 0         | 0         | 6           | 0           | 1           | —       | —       | —       | 7     | 0     | 1      | 0               |
| Selección de Suecia · Suecia | Absoluta       | 2008           | 1         | 0         | 0         | 6           | 2           | 0           | —       | —       | —       | 7     | 2     | 0      | 0,29            |
| Selección de Suecia · Suecia | Absoluta       | 2009           | —         | —         | —         | 6           | 2           | 0           | —       | —       | —       | 6     | 2     | 0      | 0,33            |
| Selección de Suecia · Suecia | Absoluta       | 2010           | 1         | 1         | 0         | 3           | 2           | 0           | —       | —       | —       | 4     | 3     | 0      | 0,75            |
| Selección de Suecia · Suecia | Absoluta       | 2011           | 3         | 0         | 1         | 5           | 3           | 3           | —       | —       | —       | 8     | 3     | 4      | 0,38            |
| Selección de Suecia · Suecia | Absoluta       | 2012           | 5         | 7         | 2         | 6           | 4           | 2           | —       | —       | —       | 11    | 11    | 4      | 1               |
| Selección de Suecia · Suecia | Absoluta       | 2013           | 3         | 3         | 1         | 8           | 6           | 3           | —       | —       | —       | 11    | 9     | 4      | 0,82            |
| Selección de Suecia · Suecia | Absoluta       | 2014           | 3         | 2         | 0         | 2           | 1           | 1           | —       | —       | —       | 5     | 3     | 1      | 0,60            |
| Selección de Suecia · Suecia | Absoluta       | 2015           | 2         | 1         | 1         | 8           | 10          | 0           | —       | —       | —       | 10    | 11    | 1      | 1,10            |
| Selección de Suecia · Suecia | Absoluta       | 2016           | 2         | 0         | 1         | 3           | 0           | 0           | —       | —       | —       | 5     | 0     | 1      | 0               |
| Selección de Suecia · Suecia | Absoluta       | 2021           | —         | —         | —         | 4           | 0           | 2           | —       | —       | —       | 4     | 0     | 2      | 0               |
| Selección de Suecia · Suecia | Absoluta       | 2022           | —         | —         | —         | 1           | 0           | 0           | —       | —       | —       | 1     | 0     | 0      | 0               |
| Selección de Suecia · Suecia | Absoluta       | 2023           | —         | —         | —         | 1           | 0           | 0           | —       | —       | —       | 1     | 0     | 0      | 0               |
| Selección de Suecia · Suecia | Total absoluta | Total absoluta | 39        | 18        | 8         | 78          | 44          | 17          | 5       | 0       | 0       | 122   | 62    | 25     | 0,51            |
| Selección de Suecia · Suecia | Total carrera  | Total carrera  | 48        | 24        | 8         | 80          | 45          | 17          | 5       | 0       | 0       | 133   | 69    | 25     | 0,52            |
| 1. 2. 3.                     |                |                |           |           |           |             |             |             |         |         |         |       |       |        |                 |

### Resumen estadístico
| Competición           | Partidos | Goles | Asistencias | Promedio |
| --------------------- | -------- | ----- | ----------- | -------- |
| Liga                  | 639      | 406   | 157         | 0.64     |
| Copas Nacionales      | 75       | 48    | 12          | 0.64     |
| Copas Internacionales | 152      | 57    | 33          | 0.38     |
| Selección Sub-19      | 4        | 1     | 0           | 0.25     |
| Selección Sub-21      | 7        | 6     | 0           | 0.86     |
| Selección Absoluta    | 122      | 62    | 25          | 0.51     |
| Total                 | 999      | 580   | 227         | 0.58     |

## Palmarés

### Títulos nacionales (29)
| Título                        | Club                      | País         | Año     |
| ----------------------------- | ------------------------- | ------------ | ------- |
| Eredivisie                    | Ajax de Ámsterdam         | Países Bajos | 2001-02 |
| Copa de los Países Bajos      | Ajax de Ámsterdam         | Países Bajos | 2001-02 |
| Supercopa de los Países Bajos | Ajax de Ámsterdam         | Países Bajos | 2002    |
| Eredivisie                    | Ajax de Ámsterdam         | Países Bajos | 2003-04 |
| Supercopa de Italia           | Inter de Milán            | Italia       | 2006    |
| Serie A                       | Inter de Milán            | Italia       | 2006-07 |
| Serie A                       | Inter de Milán            | Italia       | 2007-08 |
| Supercopa de Italia           | Inter de Milán            | Italia       | 2008    |
| Serie A                       | Inter de Milán            | Italia       | 2008-09 |
| Supercopa de España           | F. C. Barcelona           | España       | 2009    |
| Liga Española                 | F. C. Barcelona           | España       | 2009-10 |
| Supercopa de España           | F. C. Barcelona           | España       | 2010    |
| Serie A                       | A. C. Milan               | Italia       | 2010-11 |
| Supercopa de Italia           | A. C. Milan               | Italia       | 2011    |
| Ligue 1                       | Paris Saint-Germain F. C. | Francia      | 2012-13 |
| Supercopa de Francia          | Paris Saint-Germain F. C. | Francia      | 2013    |
| Copa de la Liga de Francia    | Paris Saint-Germain F. C. | Francia      | 2013-14 |
| Ligue 1                       | Paris Saint-Germain F. C. | Francia      | 2013-14 |
| Supercopa de Francia          | Paris Saint-Germain F. C. | Francia      | 2014    |
| Copa de la Liga de Francia    | Paris Saint-Germain F. C. | Francia      | 2014-15 |
| Ligue 1                       | Paris Saint-Germain F. C. | Francia      | 2014-15 |
| Copa de Francia               | Paris Saint-Germain F. C. | Francia      | 2014-15 |
| Supercopa de Francia          | Paris Saint-Germain F. C. | Francia      | 2015    |
| Ligue 1                       | Paris Saint-Germain F. C. | Francia      | 2015-16 |
| Copa de la Liga de Francia    | Paris Saint-Germain F. C. | Francia      | 2015-16 |
| Copa de Francia               | Paris Saint-Germain F. C. | Francia      | 2015-16 |
| Community Shield              | Manchester United F. C.   | Inglaterra   | 2016    |
| Copa de la Liga de Inglaterra | Manchester United F. C.   | Inglaterra   | 2016-17 |
| Serie A                       | A. C. Milan               | Italia       | 2021-22 |

### Títulos internacionales (3)
| Título                 | Club                    | Sede      | Año     |
| ---------------------- | ----------------------- | --------- | ------- |
| Supercopa de la UEFA   | F. C. Barcelona         | Mónaco    | 2009    |
| Copa Mundial de Clubes | F. C. Barcelona         | EAU       | 2009    |
| Liga Europa de la UEFA | Manchester United F. C. | Estocolmo | 2016-17 |

### Distinciones individuales
| Distinción                                                      | Año     |
| --------------------------------------------------------------- | ------- |
| Revelación del año de Suecia.                                   | 2001    |
| Personalidad del fútbol sueco del año.                          | 2002    |
| Jugador del partido de la Eurocopa 2004: Italia vs. Suecia.     | 2004    |
| Gol del año Eurosport.                                          | 2004    |
| Club van 100 (Ajax de Ámsterdam).                               | 2004    |
| Stor Grabb.                                                     | 2004    |
| Premio Pegaso.                                                  | 2004    |
| Jugador del año de la Juventus de Turín.                        | 2004-05 |
| Futbolista extranjero del año en la Serie A.                    | 2004-05 |
| Jugador más querido de la Serie A.                              | 2004-05 |
| Guldbollen.                                                     | 2005    |
| Delantero sueco del año.                                        | 2005    |
| Equipo del año de la European Sports Magazine.                  | 2006-07 |
| Guldbollen.                                                     | 2007    |
| Equipo del año UEFA.                                            | 2007    |
| Jerringpriset.                                                  | 2007    |
| Jugador del mes de la Serie A (septiembre).                     | 2007    |
| Delantero sueco del año.                                        | 2007    |
| Equipo del año de la European Sports Magazine.                  | 2007-08 |
| Futbolista extranjero del año en la Serie A.                    | 2007-08 |
| Futbolista del año en la Serie A.                               | 2007-08 |
| Atleta sueco del año.                                           | 2008    |
| Guldbollen.                                                     | 2008    |
| Fotbollskanalen Europa.                                         | 2008    |
| Equipo del año de L'Équipe.                                     | 2008    |
| Jugador del mes de la Serie A (diciembre).                      | 2008    |
| Delantero sueco del año.                                        | 2008    |
| Gol del año de la Serie A.                                      | 2008-09 |
| Capocannoniere.                                                 | 2008-09 |
| Futbolista extranjero del año en la Serie A.                    | 2008-09 |
| Futbolista del año en la Serie A.                               | 2008-09 |
| Guldbollen.                                                     | 2009    |
| Equipo del año UEFA.                                            | 2009    |
| Delantero sueco del año.                                        | 2009    |
| Atleta sueco del año.                                           | 2010    |
| Guldbollen.                                                     | 2010    |
| Delantero sueco del año.                                        | 2010    |
| Futbolista del año en la Serie A.                               | 2010-11 |
| Futbolista extranjero del año en la Serie A.                    | 2010-11 |
| Equipo del año en la Serie A.                                   | 2010-11 |
| Guldbollen.                                                     | 2011    |
| Jugador del partido de la Supercopa de Italia.                  | 2011    |
| Delantero sueco del año.                                        | 2011    |
| Capocannoniere.                                                 | 2011-12 |
| Futbolista extranjero del año en la Serie A.                    | 2011-12 |
| Equipo del año en la Serie A.                                   | 2011-12 |
| Guldbollen.                                                     | 2012    |
| Jugador del partido de la Eurocopa 2012: Suecia vs. Francia.    | 2012    |
| Equipo del Torneo de la Eurocopa.                               | 2012    |
| Premio Golden Foot.                                             | 2012    |
| Jugador del mes de la Serie A (enero).                          | 2012    |
| Gol del año en Suecia.                                          | 2012    |
| Paseo de la Fama del Malmö Fotbollförening.                     | 2012    |
| Sportschau al mejor gol del mes (noviembre).                    | 2012    |
| Sportschau al mejor gol del año.                                | 2012    |
| Jugador del mes del Paris Saint-Germain F. C. (agosto).         | 2012    |
| Jugador del mes de la Ligue 1 (septiembre).                     | 2012    |
| Jugador del mes del Paris Saint-Germain (septiembre).           | 2012    |
| Mejor futbolista extranjero en la Liga 1.                       | 2012    |
| Delantero sueco del año.                                        | 2012    |
| Goleador de la Ligue 1.                                         | 2012-13 |
| Futbolista del año de la Ligue 1.                               | 2012-13 |
| Equipo del año de la Ligue 1.                                   | 2012-13 |
| Trofeo UNFP Just Fontaine.                                      | 2012-13 |
| Máximo asistente de la Liga de Campeones.                       | 2012-13 |
| Equipo del año de la European Sports Magazine.                  | 2012-13 |
| Atleta sueco del año.                                           | 2013    |
| Gol del año en Suecia.                                          | 2013    |
| Guldbollen.                                                     | 2013    |
| Premio sueco Expat of the Year.                                 | 2013    |
| Equipo del año UEFA.                                            | 2013    |
| XI Mundial FIFA/FIFPro.                                         | 2013    |
| Premio Puskás.                                                  | 2013    |
| GQ Hombre del Año.                                              | 2013    |
| Jugador del mes del Paris Saint-Germain (noviembre).            | 2013    |
| Mejor futbolista extranjero en la Liga 1.                       | 2013    |
| Delantero sueco del año.                                        | 2013    |
| Equipo del año de la European Sports Magazine.                  | 2013-14 |
| Goleador de la Ligue 1.                                         | 2013-14 |
| Futbolista del año de la Ligue 1.                               | 2013-14 |
| Equipo del año de la Ligue 1.                                   | 2013-14 |
| Gol del año de la Ligue 1.                                      | 2013-14 |
| Equipo del año de la Liga de Campeones de la UEFA.              | 2013-14 |
| Jugador del partido de la Supercopa de Francia.                 | 2014    |
| Guldbollen.                                                     | 2014    |
| Equipo del año UEFA.                                            | 2014    |
| Estrella de Oro France Football.                                | 2014    |
| Jugador del mes de la Ligue 1 (enero).                          | 2014    |
| Jugador del mes del Paris Saint-Germain (enero).                | 2014    |
| Jugador del mes de la Ligue 1 (febrero).                        | 2014    |
| Jugador del mes de la Ligue 1 (marzo).                          | 2014    |
| Mejor futbolista extranjero en la Liga 1.                       | 2014    |
| Delantero sueco del año.                                        | 2014    |
| Jugador del partido de la Copa de la Liga de Francia.           | 2014-15 |
| Goleador de la Copa de la Liga de Francia.                      | 2014-15 |
| Goleador de la Copa de Francia.                                 | 2014-15 |
| Equipo del año de la Ligue 1.                                   | 2014-15 |
| Equipo del año histórico de la UEFA.                            | 2015    |
| Atleta sueco del año.                                           | 2015    |
| Guldbollen.                                                     | 2015    |
| Premio SportAccord 'Play for Change'.                           | 2015    |
| Medalla de la ciudad de Malmö.                                  | 2015    |
| Jugador del mes del Paris Saint-Germain (febrero).              | 2015    |
| Jugador del mes del Paris Saint-Germain (noviembre).            | 2015    |
| Jugador del mes de la Ligue 1 (noviembre).                      | 2015    |
| Jugador del mes del Paris Saint-Germain (diciembre).            | 2015    |
| Delantero sueco del año.                                        | 2015    |
| Jugador del partido de la Copa de Francia.                      | 2015-16 |
| Goleador de la Copa de Francia.                                 | 2015-16 |
| Goleador de la Ligue 1.                                         | 2015-16 |
| Futbolista del año de la Ligue 1.                               | 2015-16 |
| Equipo del año de la Ligue 1.                                   | 2015-16 |
| Guldbollen.                                                     | 2016    |
| Salón de la Fama del A. C. Milan.                               | 2016    |
| Medalla de la ciudad de París.                                  | 2016    |
| Estrella de Oro France Football.                                | 2016    |
| Jugador del mes del Paris Saint-Germain (enero).                | 2016    |
| Jugador del mes del Paris Saint-Germain (febrero).              | 2016    |
| Jugador europeo del mes de Eurosport (agosto).                  | 2016    |
| Jugador del mes de la Premier League (diciembre).               | 2016    |
| Jugador del mes del Manchester United F. C. (diciembre).        | 2016    |
| Jugador del mes de la Premier League por los fanes (diciembre). | 2016    |
| Delantero sueco del año.                                        | 2016    |
| Equipo ideal de la Liga Europa de la UEFA.                      | 2016-17 |
| Goleador de la Copa de la Liga de Inglaterra.                   | 2016-17 |
| Trofeo Alan Hardaker.                                           | 2017    |
| Jugador del mes del Manchester United (febrero).                | 2017    |
| Salón de la Fama del Paris Saint-Germain.                       | 2017    |
| Delantero sueco del año.                                        | 2017    |
| Eliason Merit Awards.                                           | 2018    |
| Jugador del año de Los Angeles Galaxy.                          | 2018    |
| Bota de Oro de Los Angeles Galaxy.                              | 2018    |
| MLS All-Star.                                                   | 2018    |
| Equipo del año de la Major League Soccer.                       | 2018    |
| Revelación del año de la Major League Soccer.                   | 2018    |
| Gol del año de la Major League Soccer.                          | 2018    |
| Delantero sueco del año.                                        | 2018    |
| Jugador del año de Los Angeles Galaxy.                          | 2019    |
| Bota de Oro de Los Angeles Galaxy.                              | 2019    |
| MLS All-Star.                                                   | 2019    |
| Equipo del año de la Major League Soccer.                       | 2019    |
| Premio ESPY al mejor jugador de la Major League Soccer.         | 2019    |
| Delantero sueco del año.                                        | 2019    |
| Guldbollen.                                                     | 2020    |
| Mejor gol de la Major League Soccer.                            | 2020    |
| Jugador del mes de la Serie A (octubre).                        | 2020    |
| Gazzetta Sports Awards Legend.                                  | 2020    |
| Delantero sueco del año.                                        | 2020    |
| Equipo histórico del Paris Saint-Germain.                       | 2020    |
| Mejor atleta extranjero en Italia.                              | 2021    |

## Vida privada

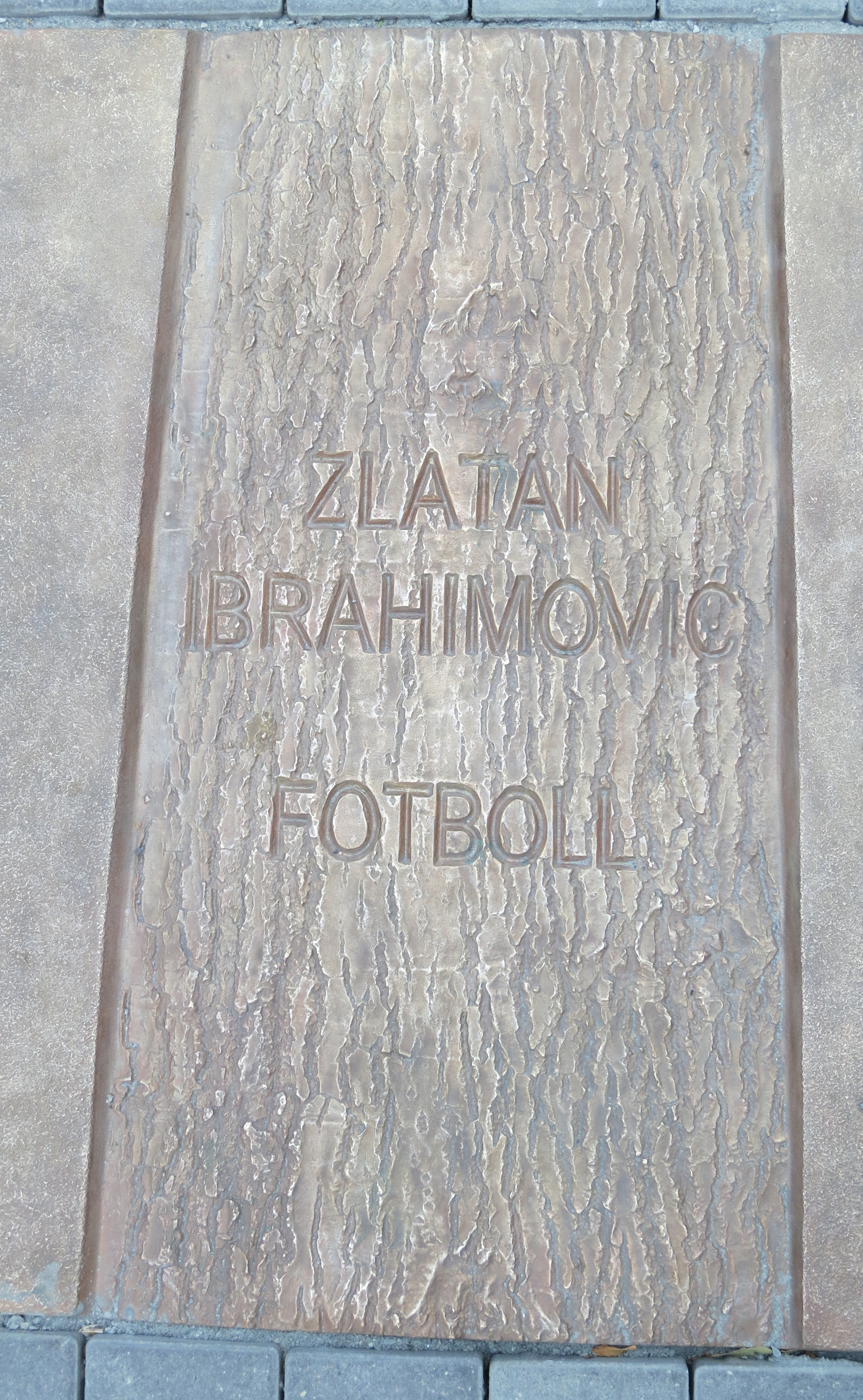
Inscripción de Ibrahimović en el Paseo de la Fama en su ciudad natal de Malmö.

Zlatan Ibrahimović nació el 3 de octubre de 1981 en la ciudad de Malmö. Es hijo de inmigrantes balcánicos de la antigua Yugoslavia, de padre bosnio: Sefik Ibrahimović, el cual tiene ascendencia khoraxay y madre croata: Jurka Gravić. Creció en Rosengård, un barrio de inmigrantes de Malmö. Su nombre, Zlatan, significa áureo en idioma bosnio. Tiene tres hermanas y dos hermanos. Está casado con la modelo y economista sueca Helena Seger, con la que tiene dos hijos: Maximilian Ibrahimović (de 18 años) y Vincent Ibrahimović (de 17 años). Su tío Sabahudim Ibrahimović fue un famoso boxeador en la antigua Yugoslavia.
Zlatan recibió un cinturón negro honorífico en taekwondo; de niño asistió a clases en el club de taekwondo de Malmö Enighet. Es aficionado a la pesca. Habla con fluidez cinco idiomas: sueco, bosnio, inglés, español e italiano. Es abstemio. Ha declarado que fue criado como católico. Suele referirse a sí mismo en tercera persona. Es amigo cercano del actor sueco Mikael Persbrandt y un gran fanático de los automóviles de lujo. Entre sus posesiones se encuentran un Volvo C30, un Ferrari Enzo, un Ferrari 360, un Porsche Carrera GT, un Audi S8, entre otros. En el año 2002, fue elegido por la empresa EA Sports para aparecer en la portada de la versión sueca del videojuego FIFA Football 2002.
En mayo de 2003, registró su nombre Zlatan como una marca comercial en la Oficina de Patentes y Registro de Suecia, por lo que recibió los derechos exclusivos del nombre en determinados productos, como artículos deportivos, ropa y calzado. La palabra zlatanear (dominar con fuerza) fue incluida en el diccionario sueco para describir la fuerte personalidad de Zlatan. Ibrahimović está bajo contrato con Nike y aparece en su publicidad televisiva junto a otros futbolistas, incluidos Cristiano Ronaldo, Neymar y Wayne Rooney. Usa la línea de botas Nike Mercurial, los cuales tienen los nombres y las fechas de nacimiento de sus hijos incrustados en los lados externos de las mismas.

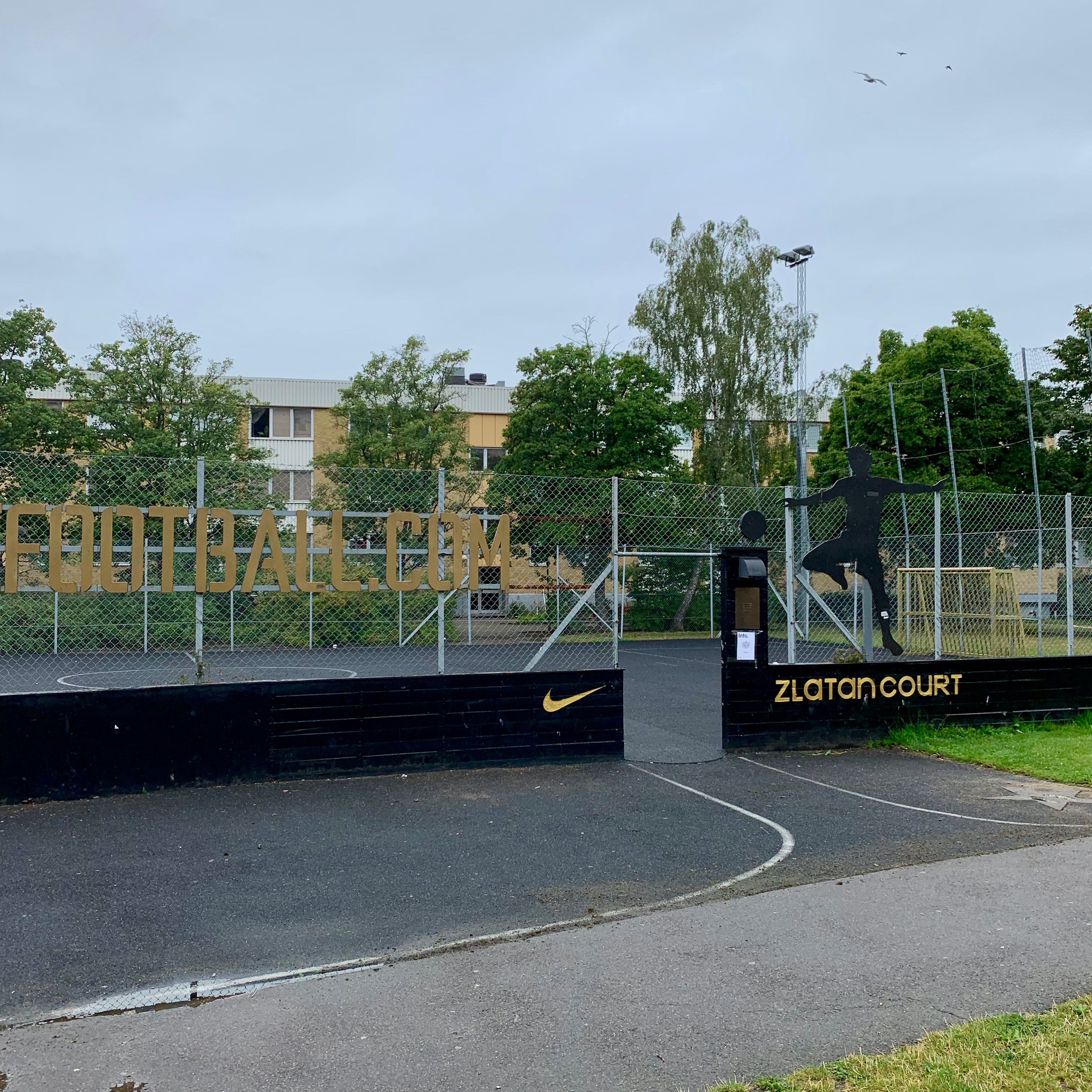
Entrada del Zlatan Court, construido en Malmö con la ayuda de su patrocinante Nike.

En el otoño de 2007, con la ayuda de Nike, financió la construcción de un campo de fútbol en Rosengård. Él proporcionó una alfombra de césped artificial, porterías, un sistema de iluminación y una cerca perimetral. En 2008 donó nuevas equipaciones de Nike a su club juvenil, el F. B. K. Balkan. Durante una entrevista en febrero de 2011, declaró que el boxeador Muhammad Ali es uno de sus modelos a seguir, llegando a decir: «Uno de mis ídolos en el deporte y fuera del deporte también [sic]... creía en sus [principios] y nunca renunció a ellos». En septiembre de 2012, mientras se encontraba con su selección en Malmö, fue honrado con la inscripción de su nombre en el «Paseo de la Fama del Deporte» de la ciudad.
En marzo de 2014 la Oficina de Correos de Suecia emitió una serie de cinco sellos postales con su imagen. A fines de 2011, la editorial italiana Rizzoli publicó su autobiografía, titulada I Am Zlatan Ibrahimovic (en sueco, Jag är Zlatan). En el libro, coescrito con el periodista sueco David Lagercrantz, relata su niñez y juventud en Malmö, su mentalidad en el campo de juego, así como sus relaciones con entrenadores y excompañeros. El 11 de agosto de 2014, pagó 51 000 dólares para enviar a la selección sueca de fútbol para discapacitados intelectuales al Campeonato Mundial de Fútbol INAS en Brasil. Después de que sus compañeros de equipo Johan Elmander, Kim Källström, Andreas Isaksson y Per Nilsson donaran camisetas autografiadas para ser subastadas por la causa, Ibrahimović respondió: «¿Qué demonios vas a hacer con una camiseta?. Cuánto cuesta ir?».
El 14 de febrero de 2015, durante un partido de liga contra el Caen, se quitó la camiseta después de marcar un gol para descubrir los tatuajes temporales con los nombres de cincuenta personas que padecen hambre en todo el mundo, en un gesto para concienciar sobre la hambruna de acuerdo con el Programa Mundial de Alimentos de las Naciones Unidas. Activo en las redes sociales, Zlatan tiene más de 45 millones de seguidores en Instagram, la mayor cantidad para un sueco.

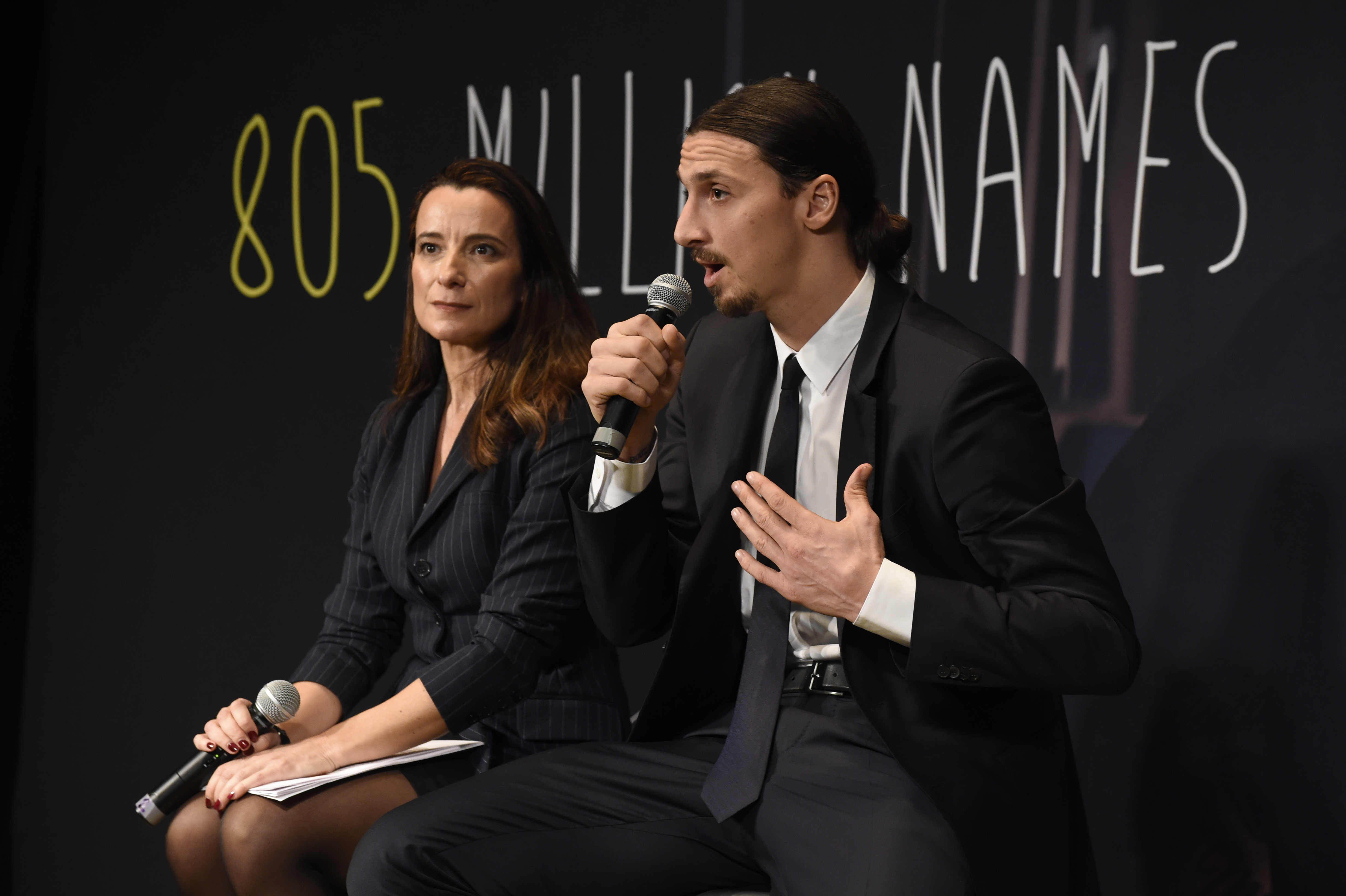
Zlatan como embajador, en el lanzamiento de la campaña de sensibilización mundial «805 millones de nombres» de las Naciones Unidas con su fundadora Marina Catena en 2015.

La productora cinematográfica independiente sueca Auto Images estrenó en febrero de 2016 el documental deportivo Becoming Zlatan, que sigue al futbolista a través de sus años de formación en el Malmö y el Ajax hasta su irrupción en la Juventus en 2005. La película fue presentada en varios festivales de cine, como el Festival Internacional de Cine Documental de Ámsterdam, el Festival de Cine Documental de Helsinki, el Festival de Cine Nórdico de Rouen, entre otros.
En 2018, mencionó que su esposa solo le permite colgar una foto suya en casa: «Mi mujer no me permite tener fotos mías», y luego añadió: «Hay una de mis pies en la pared. Eso es lo que nos ha dado lo que tenemos, es un recuerdo para la familia, no para mí, de lo que tenemos». El 8 de octubre de 2019, se inauguró una estatua de Ibrahimović en su ciudad natal, en el exterior del Swedbank Stadion. La estatua, creada por Peter Linde, mide 2,7 m y pesa casi 500 kg.
El 27 de noviembre de 2019, se anunció que Ibrahimović compró el 23,5 % de las acciones del Hammarby, un club sueco de primera división de Estocolmo. El vendedor fue Anschutz Entertainment Group, también propietario de su antiguo club Los Angeles Galaxy, que redujo su participación en el Hammarby a la mitad. En Suecia, todos los equipos deportivos de los sistemas de liga están regulados para ser organizaciones sin ánimo de lucro, lo que significa que la mayoría de los derechos de voto, o el 51 %, sigue estando controlado por los miembros del club. Los aficionados del Malmö, descontentos con la inversión de Zlatan en otro club sueco, han vandalizado su estatua en Malmö en numerosas ocasiones.

### Antecedentes religiosos y sociales
Los padres de Ibrahimović se divorciaron cuando él era un niño, y aunque su crianza estuvo dividida entre ambos, pasó más tiempo con su padre: «Tuve tiempo con mi madre, pero realmente viví con mi padre». Parientes de ambos lados de su familia fueron asesinados en la guerra de Bosnia de principios de los años 1990. Durante una entrevista en 2012 dijo: «Mi padre es musulmán, mi madre es católica, pero nada de eso tiene que ver con el fútbol. He recibido una educación especial. Yo soy yo y el fútbol es una religión en sí misma, y todo el mundo es bienvenido...» Zlatan se indignó en 2005 cuando los medios de comunicación italianos intentaron crear interés en un partido Juventus-Inter describiéndolo como una «mini guerra de los Balcanes» entre él y su rival serbio Siniša Mihajlović. Dijo que no le interesaba el nacionalismo, en parte debido a su filiación mixta bosniocroata y a que su hermanastro menor fue engendrado por un serbio.
En una entrevista concedida a CNN el 24 de noviembre de 2015, subrayó que su origen musulmán «no era un factor» en la percepción que los aficionados tenían de él: «Para mí, no cambió (nada) porque mi padre es musulmán y mi madre es católica... Para mí todo es cuestión de respeto. Así es como crecí y como aprendí a ser. Esto es lo que soy». No obstante, más tarde se describió a sí mismo como un «católico profundamente fiel». El presentador de televisión afincado en Malmö Teddy Landén, que fue entrevistado para el mismo documental, destacó la elección de Ibrahimović del nombre de su camiseta tras su traspaso al Ajax en 2001. Creía que el jugador pasó de tener Zlatan a tener Ibrahimović en su camiseta para honrar su origen y mostrar a los niños de Rosengård y Malmö en general: «Si yo puedo hacerlo, tú puedes hacerlo». En su autobiografía, Ibrahimović dice que este cambio se debió únicamente a que la relación con su padre había mejorado en ese momento.
El 18 de febrero de 2021, durante un partido de dieciseisavos de final de la Europa League entre el Estrella Roja de Belgrado y el Milan en el estadio Rajko Mitić, Ibrahimović fue objeto de racismo por parte de los aficionados del Estrella Roja. Zlatan, que no jugó el partido, vio el encuentro desde la grada y saltó a celebrarlo una vez que el Milan marcó, cuando un aficionado le gritó insultos, entre ellos balija, un insulto étnico dirigido a los musulmanes bosnios. El partido se jugó a puerta cerrada debido a la pandemia del COVID-19, pero se permitió a unos pocos aficionados ver el partido desde un palco VIP. El Estrella Roja de Belgrado emitió una disculpa y condenó los insultos; sin embargo, la UEFA abrió una investigación sobre el incidente. El 14 de abril de 2021, el club fue multado con 30 000 euros y se le ordenó jugar un partido en casa en competición europea a puerta cerrada.

### Tatuajes
Lleva su apellido tatuado en árabe en la parte posterior del brazo derecho, y los nombres de sus hijos Vincent y Maximilian en el brazo derecho. En la parte baja de la espalda lleva el habitual «Yantra de las cinco caras de Deva», que representa el viento, el agua, el fuego, la percepción creativa y el espacio, dispuestos de forma que se cree que alejan las enfermedades y las lesiones. Otro tatuaje budista, un «Yant Prajao Khao Nirote» es un emblema protector destinado a acabar con el sufrimiento de una familia, está en la parte superior del brazo derecho. La frase «Sólo Dios puede juzgarme» está tatuada en su caja torácica. También tiene una pluma, un pez koi, un tribal polinesio y un as de corazones y tréboles.

### Controversias

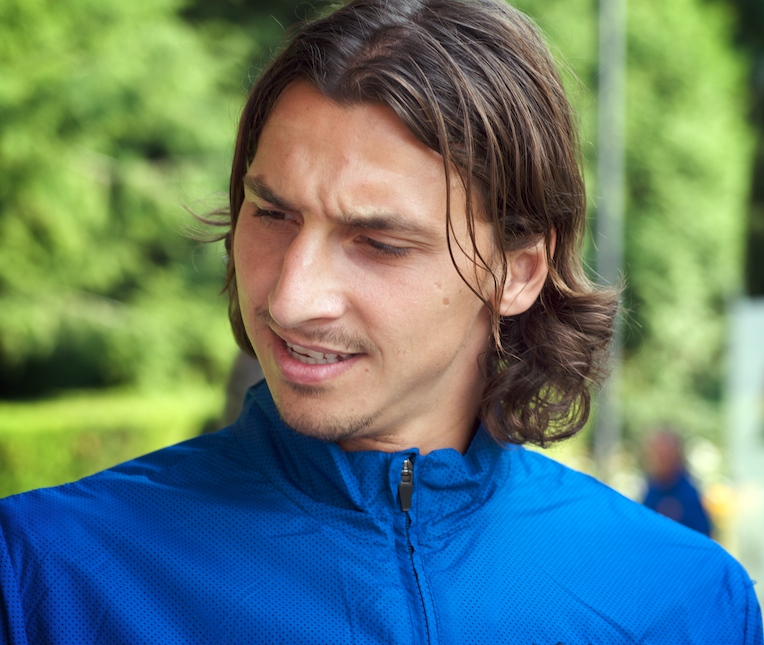
Ibrahimović en 2009.

Ibrahimović ha protagonizado varios incidentes violentos con sus compañeros de equipo. Cuando jugaba en el equipo juvenil del Malmö, le propinó un cabezazo a un compañero después de ser abordado por él durante un entrenamiento. El padre del compañero, un oficial de policía, quiso que los demás jugadores firmaran una petición para expulsar a Ibrahimović del equipo. Después de un amistoso internacional en 2004 contra los Países Bajos, su compañero en el Ajax Rafael van der Vaart lo acusó públicamente de haberlo lesionado deliberadamente durante el partido. Zlatan respondió amenazando con romper las dos piernas de van der Vaart. También se dice que le dio un puñetazo a Mido, compañero del Ajax, en el vestuario después de que éste le lanzara unas tijeras.
Durante su estancia en el Barcelona, tuvo un enfrentamiento con el entrenador Pep Guardiola, que culminó con un incidente en el vestuario en el que Ibrahimović supuestamente lanzó una caja de kit de entrenamiento a través de la habitación y gritó insultos a Guardiola. Guardiola finalmente se negó a hablar con él y lo cedió al Milan. El vicepresidente del Barcelona, Carles Vilarrubi, reveló además que Zlatan había amenazado con golpear públicamente a Guardiola si no lo cedían al Milan. En noviembre de 2015 durante una entrevista con CNN, Ibrahimović declaró que Pep Guardiola «no era un hombre».
En 2010, se vio envuelto en una pelea a puñetazos durante un entrenamiento con su compañero de equipo en el Milan, Oguchi Onyewu, después de que Ibrahimović le hiciera una entrada con los dos pies a Onyewu, seguida de un cabezazo. Los dos fueron separados y el entrenamiento finalizó prematuramente, con Zlatan con una costilla rota en la refriega. Ambos futbolistas habían acusado a uno de insultar al otro. En marzo de 2011, fue sancionado con tres partidos por dar un puñetazo en el estómago al defensa del Bari Marco Rossi durante un partido. Recibió otra sanción de tres partidos en febrero de 2012 por abofetear al jugador del Napoli Salvatore Aronica. En 2011, le propinó una patada en la cabeza a su compañero de equipo Antonio Cassano mientras éste hablaba con los periodistas, y también pateó a su compañero del Milan Rodney Strasser durante un entrenamiento.

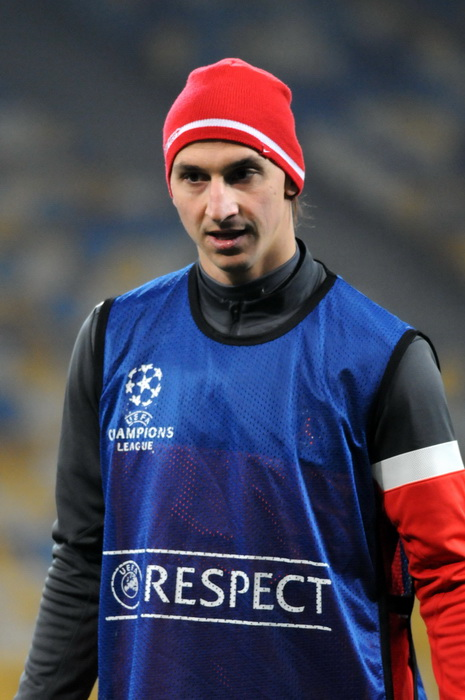
Ibrahimović (en la foto en el Paris Saint-Germain en 2012) generó controversia mientras estaba en el club, por abuso de los árbitros y por violencia en el campo contra los jugadores rivales.

En noviembre de 2012, cuando militaba en el Paris Saint-Germain, fue sancionado con dos partidos por darle una patada en el pecho al guardameta del Saint-Étienne. En diciembre de 2012, fue acusado por el defensa del Lyon Dejan Lovren y por el presidente Jean-Michel Aulas de haber pisado deliberadamente la cabeza de Lovren. Lovren sugirió que la razón por la que Ibrahimović se había librado de la sanción se debía a su «estatus de superestrella». En febrero de 2013, la UEFA lo sancionó con dos partidos por un pisotón al extremo del Valencia Andrés Guardado. En marzo de 2013, el extremo del PSG Lucas Moura afirmó que Zlatan insultaba habitualmente a sus compañeros de equipo, declarando: «Siempre pide el balón e insulta mucho. A veces es un poco arrogante y se queja». Sin embargo, Lucas afirmó posteriormente que la entrevista estaba tergiversada y mal traducida. En mayo de 2013, fue grabado gritando al director deportivo del PSG, Leonardo, tras la victoria del club por el título.
El entrenador del Lyon, Hubert Fournier, lo acusó de abusar de los árbitros, declarando en enero de 2015 que «todos los árbitros de esta liga son insultados por esta persona». Dos meses después, tras una derrota en la Ligue 1 ante el Burdeos, Ibrahimović fue grabado despotricando del nivel de arbitraje en el partido, proclamando: «En 15 años nunca he visto un [buen] árbitro en esta mierda de país... [ellos] ni siquiera se merecen al PSG». Más tarde se disculpó, pero fue criticado por diversos políticos franceses, y la Ligue 1 le impuso una sanción de cuatro partidos.

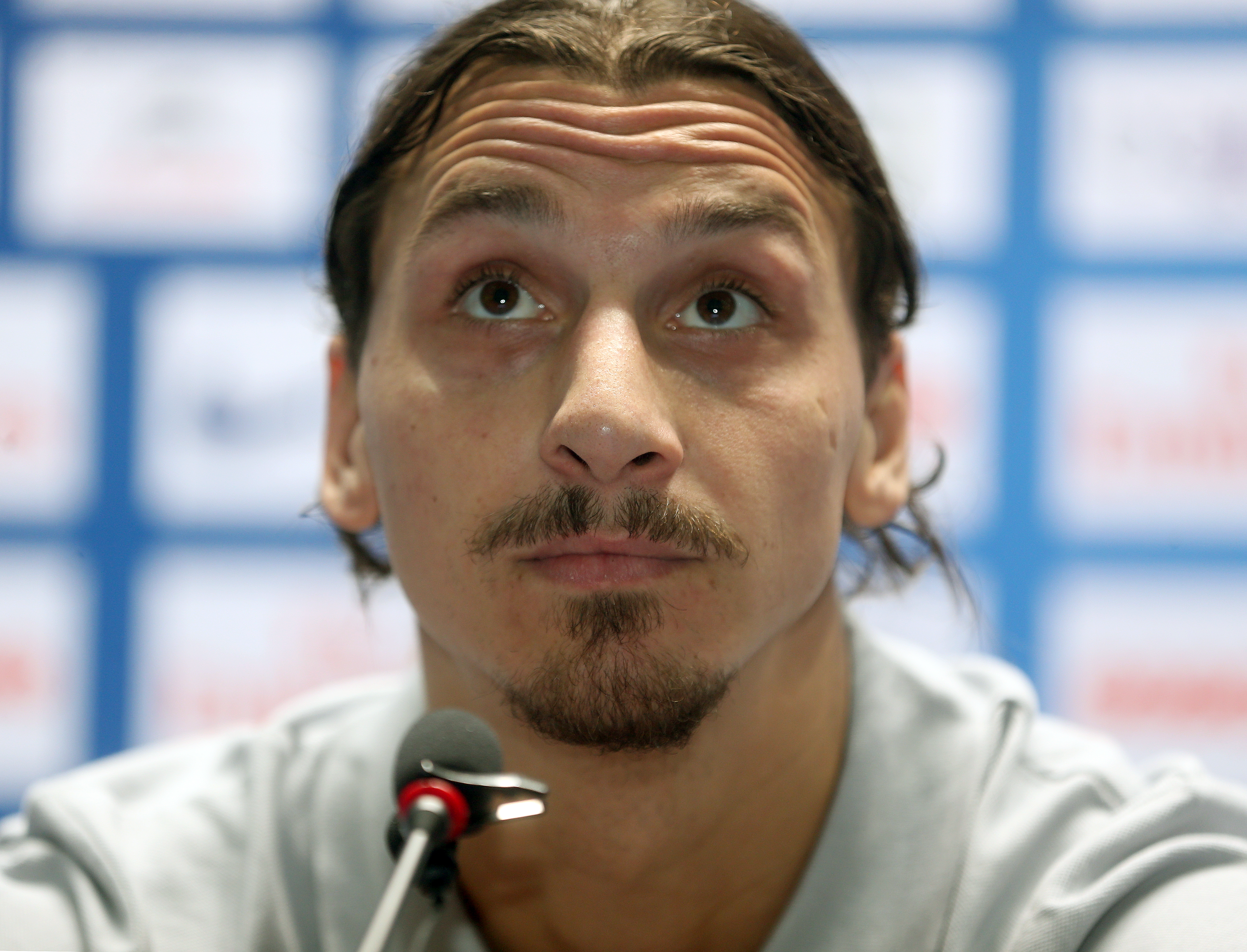
Ibrahimović durante una conferencia de prensa en Catar en 2013.

En 2013, fue criticado por la selección femenina de Suecia por una entrevista publicada el día de Navidad por el periódico sensacionalista Expressen, en la que había comentado la disparidad de los logros de los futbolistas masculinos y femeninos y el trato que reciben. Su excompañero Anders Svensson había sido recompensado con un automóvil por convertirse en el futbolista con más partidos de Suecia ese año, pero Therese Sjögran no había recibido tal recompensa por hacer lo mismo con la selección femenina, a pesar de poseer 41 partidos más (187 frente a 146) que Svensson en ese momento. La respuesta de Zlatan al asunto fue que Suecia estaría «devaluando» a Svensson «al compararlo con los logros individuales de las señoras. Pueden conseguir una bicicleta con mi autógrafo y entonces estamos bien». La entrenadora Pia Sundhage respondió que sus comentarios eran «tristes y desafortunados» y personificaban «fallos en los valores básicos del fútbol masculino», mientras que Sjögran dijo: «Le entiendo cuando dice que la selección nacional masculina aporta más dinero y exposición. Eso es cierto. Pero se trata de respeto».
El 21 de mayo de 2018, fue expulsado por darle una bofetada en la cabeza a Michael Petrasso, jugador del Montreal Impact, después de que este le pisara el pie. En abril de 2019, el defensa del Real Salt Lake Nedum Onuoha acusó a Ibrahimović de juego sucio y de amenazas de lesión durante un partido, calificándolo de «arrogante», «irrespetuoso» y «un completo matón». En mayo de 2019, recibió una sanción de dos partidos por conducta violenta, después de haber agarrado por el cuello al portero del New York City Sean Johnson.

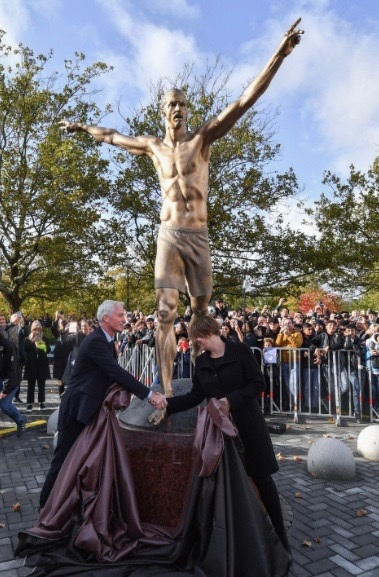
La estatua de Zlatan fue inaugurada en Malmö en 2019. Después de que invirtiera en el club rival Hammarby, los fanáticos del Malmö destrozaron la estatua con pintura en aerosol y le prendieron fuego, antes de que la quitaran de su pedestal el 5 de enero de 2020.

En julio de 2019, Ibrahimović hizo comentarios polémicos sobre el nivel de juego en la Major League Soccer, describiéndose a sí mismo como «un Ferrari entre los Fiat» y «por mucho el mejor jugador» de la liga. También comentó sobre su impacto en la liga afirmando: «Tienen suerte de que no haya venido hace diez años porque hoy sería el presidente», mencionando también que «era el mejor que ha jugado en la MLS. Y eso, sin bromear». El 20 de julio de 2019, le dio un codazo a Mohamed El Monir durante un partido entre Los Angeles Galaxy y Los Angeles F. C., y luego tuvo un altercado después del partido con su entrenador de porteros Zak Abdel, diciéndole: «Vete a casa. Pequeña zorra. Vete a casa». La controversia siguió cuando, tras la derrota del Galaxy ante su rival de la ciudad, Los Ángeles, en los playoffs, se vio a Ibrahimović haciendo gestos obscenos hacia los aficionados que lo abucheaban mientras abandonaba el campo.
En noviembre de 2019, Zlatan compró una participación del 23,5 %, en el Hammarby, que es el rival del equipo de la infancia del delantero, el Malmö. En un comunicado, Ibrahimović expresó su admiración por el club y sus aficionados, y cómo estaba emocionado por la oportunidad de apoyar a «uno de los clubes más interesantes e influyentes de Suecia». Sin embargo, esta decisión de inversión enfureció a muchos aficionados del Malmö, que la consideraron una traición, y vandalizaron su estatua de bronce y la incendiaron. Ibrahimović respondió al incidente afirmando que la decisión no tenía nada que ver con el lugar donde comenzó su carrera.
Ibrahimović recibió una sanción de un partido tras un altercado con su excompañero de equipo Romelu Lukaku en el partido de la Copa Italia contra el Inter de Milán en enero de 2021, en el que los micrófonos del terreno de juego captaron a Ibrahimović diciéndole repetidamente a Lukaku: «Vete a hacer tu mierda de vudú», llamándole «pequeño burro» y diciéndole que «llame a [su] madre». Aunque algunos señalaron que la referencia al «vudú» podría referirse a un incidente de 2018, en el que el propietario del Everton, Farhad Moshiri, afirmó que la creencia de Lukaku en el «vudú» era la culpable de que rechazara firmar una extensión de contrato con el club, otros medios sugirieron que había un trasfondo racial hacia el mensaje, y que Ibrahimović había utilizado la palabra «mono» y no «burro» al referirse a Lukaku. Ibra negó las acusaciones de racismo, publicando en Twitter: «no hay lugar para el racismo». La Federación Italiana de Fútbol abrió una investigación, con una posible sanción de diez partidos para Ibrahimović si se le declaraba culpable de abuso racial. Sin embargo, en marzo se informó de que había sido absuelto de la acusación, ya que el incidente se consideró puramente antideportivo y solo merecía una multa.
En abril de 2021, fue investigado por la UEFA por un supuesto interés financiero en una empresa de apuestas llamada «Bethard». Un mes más tarde, la UEFA le impuso una multa de 50 000 euros por infringir el reglamento disciplinario relacionado con su interés en la citada empresa de apuestas.

## Discografía
| Año  | Álbum                                                          | Mejor posición · Suecia |
| ---- | -------------------------------------------------------------- | ----------------------- |
| 2014 | Du gamla, du fria (Zlatan ft. Day) (producido por Max Martin). | 13                      |